# Paimpol
« Paimpolais » et « Paimpolaise » redirigent ici. Pour les autres significations, voir La Paimpolaise et Goélette paimpolaise.
Paimpol (/pɛ̃.pɔl/) est une commune française côtière située dans le département des Côtes-d'Armor en région Bretagne.
Construite autour de ses bassins, Paimpol est l'un des principaux ports de pêche et de plaisance donnant sur la Manche.
L'actuelle commune de Paimpol résulte de la fusion, le 26 novembre 1960, des communes de Paimpol, Plounez et Kérity.
Paimpol appartient au pays historique du Goëlo.
Les habitants de Paimpol sont les Paimpolaises et Paimpolais.

## Géographie
Une altitude variée, oscillant entre -1 mètre en dessous du niveau de la mer, à 99 mètres au-dessus. Son altitude moyenne s'établit à environ 39 mètres. Ce relief relativement doux, entre mer et collines, reflète le charme typique des paysages bretons, offrant des vues contrastées entre le littoral et les terres intérieures la commune s'étend sur 23,6 km2.

### Localisation
La ville est située au bord de la Manche, à proximité de l'estuaire du Trieux.

### Situation
La commune est située au nord de la Bretagne, à l'extrémité ouest de la baie de Saint-Brieuc, au fond de la baie de Paimpol.
La ville est sur l'ancienne route nationale D 786 de Saint-Malo (116 km à l'est) et Saint-Brieuc (préfecture, 37 km au sud-est) à Lannion (sous-préfecture, 34 km à l'ouest) et Morlaix (72 km au sud-ouest). Guingamp (sous-préfecture) est à 30 km au sud, Rennes à 142 km au sud-est.

### Hydrographie
Pour un article plus général, voir Réseau hydrographique des Côtes-d'Armor.
La commune est située dans le bassin Loire-Bretagne. Elle est drainée par le Quinic et le Traou,,.
Le Quinic est un petit fleuve côtier, qui prend naissance dans le sud de la commune de Kerfot et alimente les bassins du port de plaisance de Paimpol avant de se jeter dans la Manche. Il sert de limite de communes avec Plourivo au sud sur environ 1,4 km.
Le ruisseau de l'Étang (sur Plouézec) du moulin de Danet (sur Paimpol), s'écoule sur Paimpol en direction de l'abbaye de Beauport[réf. nécessaire].
Le Poullou, qui prend source vers Kergall Vihan (sur Ploubazlanec), sert de limite avec cette commune sur pratiquement tout son parcours, commençant à Kergoff (sur Paimpol). Il prend le nom du ruisseau du Traou à la hauteur du hameau du même nom, jusqu'à son embouchure vers l'ancienne chapelle du hameau des Salles près du port de Texier.
Un plan d'eau complète le réseau hydrographique : l'étang de Beauport (1,01 ha),.

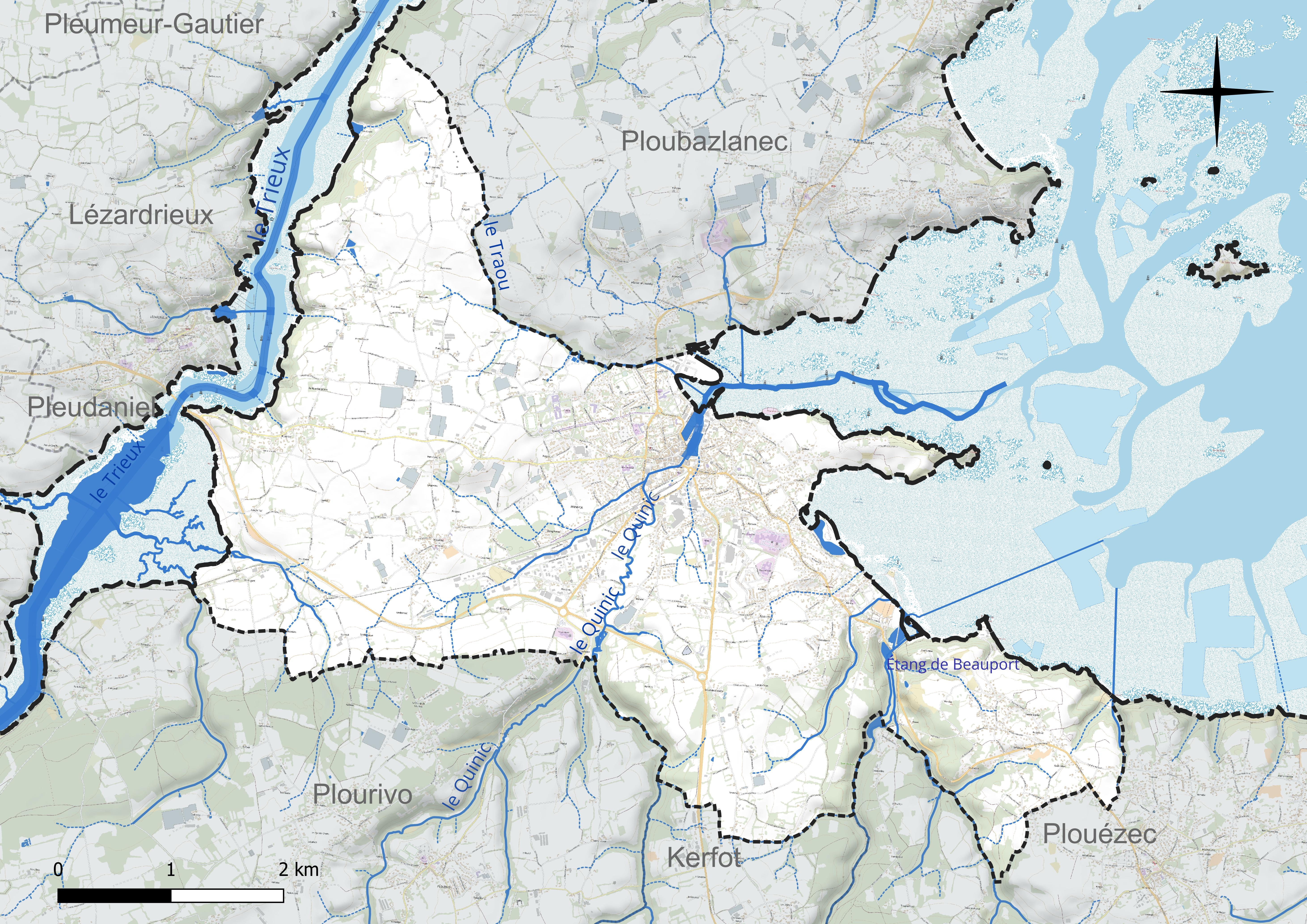
Réseau hydrographique de Paimpol.

### Communes limitrophes
| (Lézardrieux)              | Ploubazlanec     | (Manche) |
| (Lézardrieux) (Pleudaniel) | Paimpol          | (Manche) |
| (Pleudaniel)               | Plourivo, Kerfot | Plouézec |

La commune est bordée du nord-ouest au sud-ouest par le long estuaire du Trieux, petit fleuve côtier dont l'embouchure est encadrée d'amont en aval par Pleudaniel puis Lézardrieux à l'ouest, et Plourivo puis Paimpol puis Ploubazlanec à l'est. Ainsi, Paimpol serait contiguë à Pleudaniel et Lézardrieux si l'estuaire qui les sépare n'était pas considéré comme un bras de mer et donc « hors territoire » à proprement parler. Techniquement, l'estuaire du Trieux commence vers le moulin à marée près de Porz Lec'h sur Pleudaniel, avec en face Toull ar Huiled sur Plourivo. Ce début de l'estuaire est d'ailleurs entièrement couvert par la ZNIEFF des « Prés salés du Trieux » (voir paragraphe « Patrimoine naturel » plus bas).

### Cadre géologique

Carte géologique du Massif armoricain, avec au nord-est le batholite mancellien et ses nombreux plutons de granite cadomien (Trégor, Lanhélin, Louvigné, Vire, Avranches…). Ce batholite dessine une ellipse de 150 km (d'Alençon à la Rance) sur 90 km (de Vitré à Vire).

Située à l'extrémité orientale du plateau du Trégor, Paimpol est localisée dans la partie médiane du domaine nord armoricain, unité géologique du Massif armoricain qui est le résultat de trois chaînes de montagnes successives. Le site géologique de Paimpol se situe plus précisément dans l'unité de Saint-Brieuc formée d'un bassin sédimentaire essentiellement briovérien (constitué de formations volcano-sédimentaires) limité au sud par le  décrochement dextre nord-armoricain (faille de Molène – Moncontour), au nord-est par un important massif granitique cadomien, le batholite du Trégor, et au sud-ouest le pluton de Lanhélin qui font partie d'un ensemble plus vaste, le batholite mancellien,.
L'histoire géologique du plateau du Trégor est marquée par le cycle cadomien (entre 750 et 540 Ma) qui se traduit par la surrection de la chaîne cadomienne qui devait culminer à environ 4 000 m et regroupait à cette époque (avant l'ouverture de l'océan Atlantique) des terrains du Canada oriental, d'Angleterre, d'Irlande, d'Espagne et de Bohême. Cette ceinture cadomienne se suit à travers le Nord du Massif armoricain depuis le Trégor (baie de Morlaix) jusqu'au Cotentin. À une collision continentale succède une période de subduction de l'océan celtique vers le sud-est, sous la microplaque Armorica appartenant alors au supercontinent Gondwana. Des failles de direction N40°-N50°enregistrent un raccourcissement oblique, orienté environ NNE-SSW. Au Précambrien supérieur, la région est soumise à un régime extensif, associé à l'évolution post-orogénique cadomienne, qui contrôle la sédimentation briovérienne alimentée par l'érosion de la chaîne. La tectonique régionale entraîne un métamorphisme à haute température et basse pression, les sédiments sont ainsi fortement déformés, plissés, formant essentiellement des schistes et des gneiss. Les massifs granitiques du Mancellien (notamment le massif côtier nord-trégorrois, le granite de Plouha, les diorites et gabbros de Saint-Quay-Portrieux), dont la mise en place est liée au cisaillement nord-armoricain scellent la fin de la déformation ductile de l'orogenèse cadomienne. À leur tour, ces massifs granitiques sont arasés, leurs débris se sédimentant dans de nouvelles mers, formant les « Séries rouges » qui se déposent dans le bassin ordovicien de Plouézec-Plourivo, hémi-graben limité au nord par la faille de Trégorrois. Les grands traits de l’évolution géologique du Trégor sont alors fixés. L'altération a également transformé les roches métasédimentaires en formations argilo-sableuses. Enfin, au Plio-quaternaire, les roches du substratum sont localement recouvertes par des dépôts récents issus de l’action du vent (lœss, limons sur les coteaux).
La région de Paimpol comporte ainsi, au-dessus d'un socle granitique (750-650 Ma), une épaisse séquence volcanique et sédimentaire (600 Ma), elle-même intrudée par de nombreux plutons gabbro-dioritiques (580 Ma) contemporains de la déformation. Elle correspond à la subduction d'un domaine océanique vers le sud-est sous la marge nord du Gondwana, entraînant un métamorphisme à haute température et basse pression (subduction engendrant un bassin intra-arc ou une zone de chevauchement, les deux hypothèses restant débattues).
Touristiquement, la région de Paimpol montre que cette partie de la Bretagne était autrefois une terre de volcans : dans la mer briovérienne ont surgi des îles volcaniques dont les produits (coulées de laves et projections) se sont déposés sous les eaux. Des témoins de ce volcanisme sous-marin très ancien (640 millions d'années) sont visibles à la pointe de Guilben. À marée basse, on peut en effet faire le tour de l'extrémité Est de cette pointe pour observer de nombreux types de roches dont des laves bréchiques (vertes à enclaves violettes), des pillow lavas (laves en coussins), des tufs verts (bancs interstratifiés entre les coulées de lave), des tufs à aspect schisteux, verts et violacés, très riches en calcite (schalsteins (de)). Toutes ces roches sont des spilites qui dessinent une bande de 1,5 km environ de largeur qui s'allonge en direction E.-W. jusqu'aux environs de Lannion. Un peu au nord, la butte de Kerroc'h offre une vue imprenable sur la baie. La tour qui la surmonte a été construite en partie en rhyolite rouge violacé : une lave récupérée un peu plus bas sur le rivage. En contrebas de la tour, en effet, on trouve les traces d'un autre volcanisme paimpolais (de 550 à 530 millions d'années celui-là). Ici, la roche renferme des fiammes formées à la suite d'une nuée ardente. De l'autre côté de Paimpol, au sud vers Sainte-Barbe, se trouvent les volcanites de Plouézec (environ 470 millions d'années).
Économiquement, les spilites de Paimpol ont été exploitées depuis une époque reculée (croix monolithes rapportées au Moyen Âge, moellons dans le temple de Lanleff, dans l'abbaye de Beauport) bien qu'elles constituent a priori un matériau de construction ingrat du fait de leur hétérogénéité texturale.

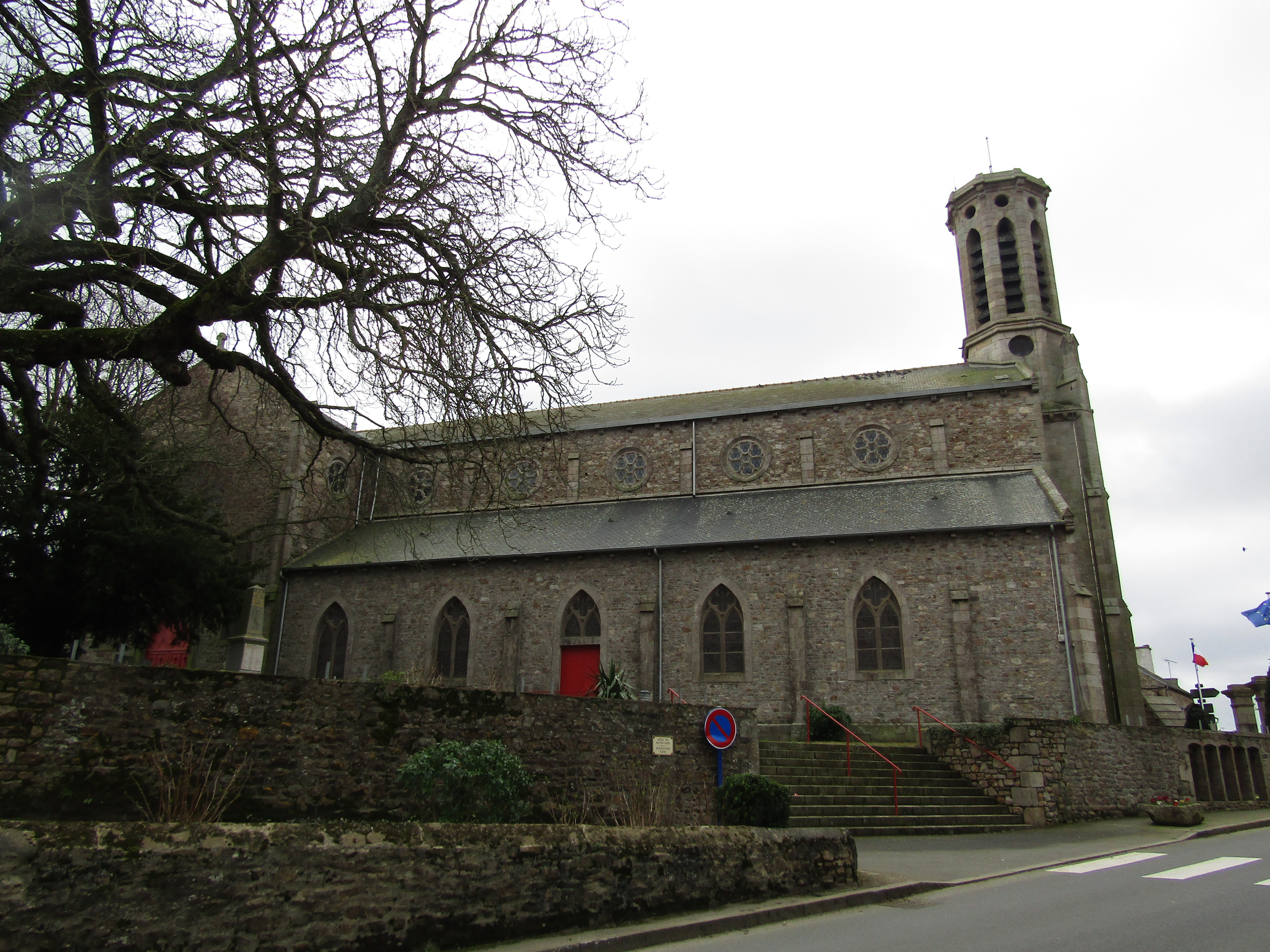
Exemple de polylithisme, l’église de Plourivo[Note 4].
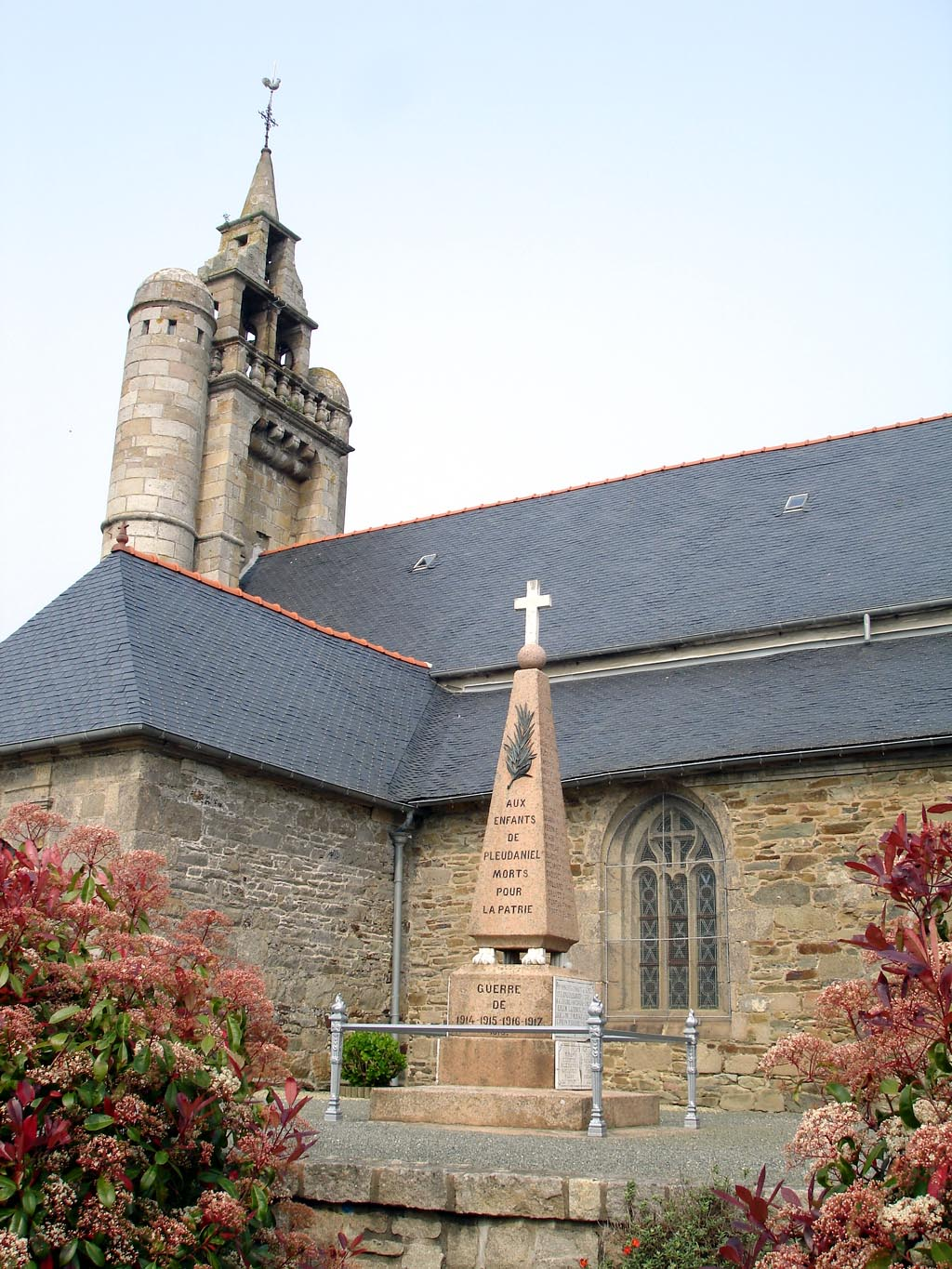
Autre exemple polylithique, l'église de Pleudaniel[Note 5].
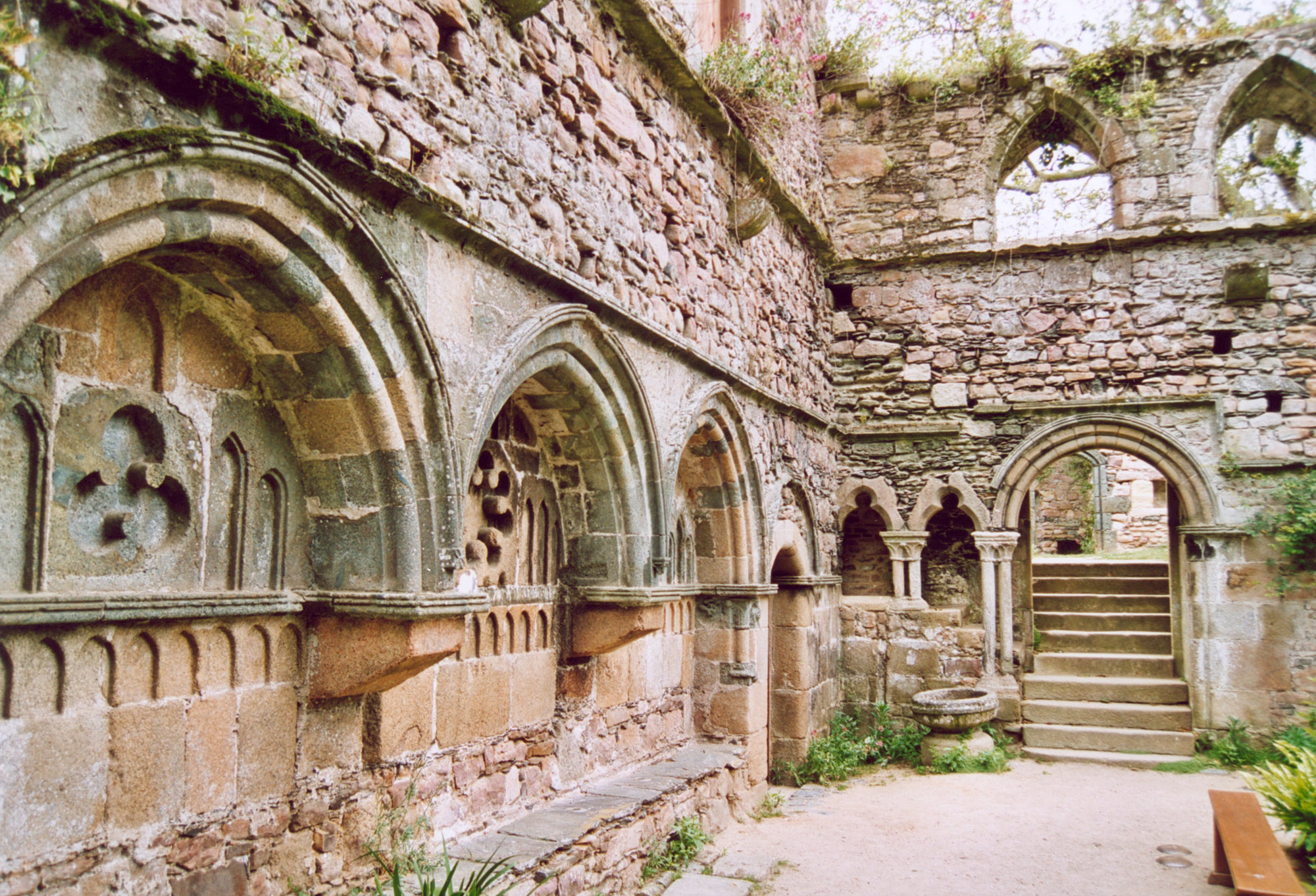
Polylithisme coloré essentiellement proximal dans l'abbaye de Beauport[Note 6].
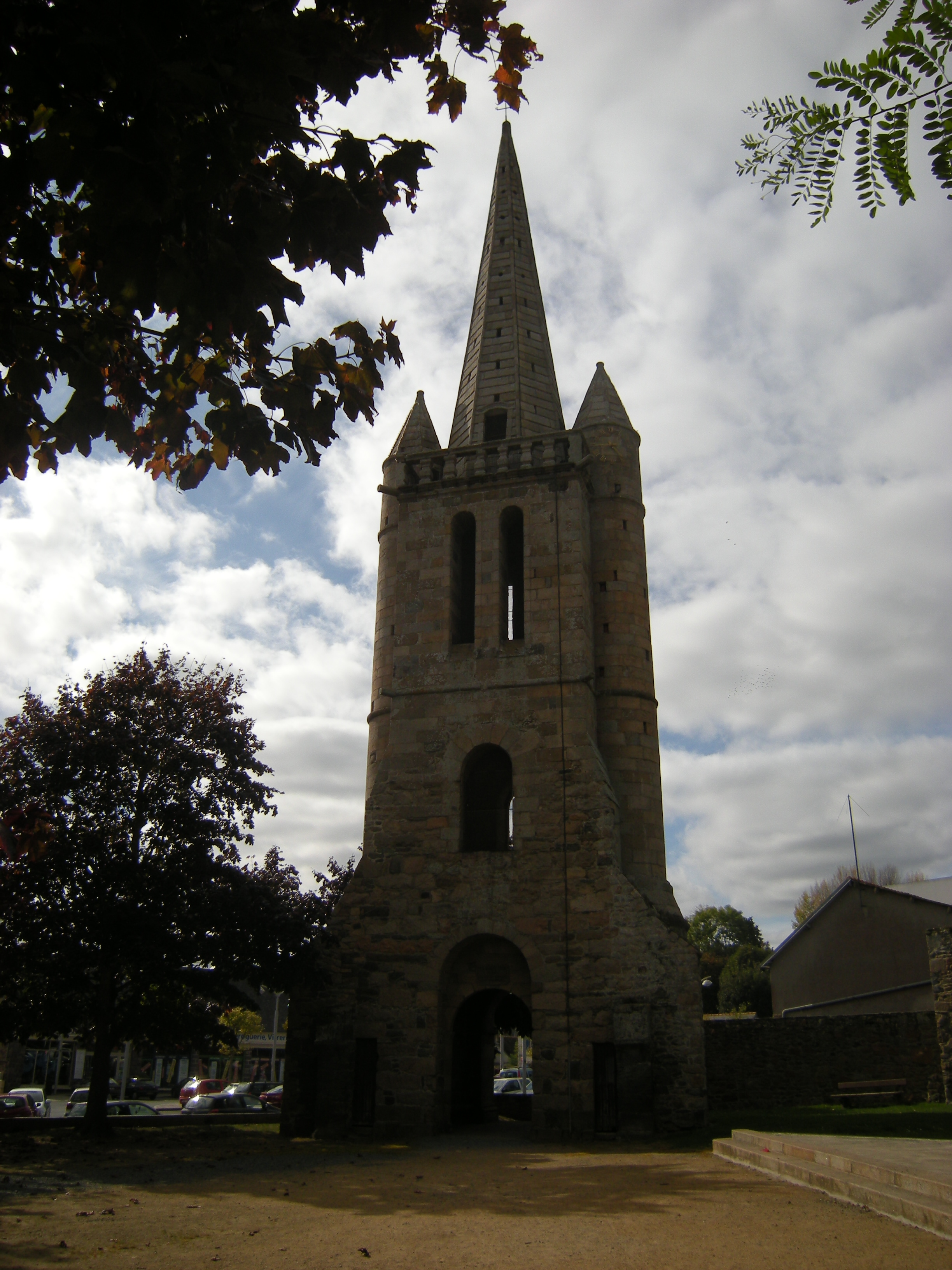
Bichromatisme dans le clocher-porche de l'ancienne église de Paimpol[Note 7].

### Climat
Pour des articles plus généraux, voir Climat de la Bretagne et Climat des Côtes-d'Armor.
En 2010, le climat de la commune est de type climat océanique franc, selon une étude du Centre national de la recherche scientifique s'appuyant sur une série de données couvrant la période 1971-2000. En 2020, Météo-France publie une typologie des climats de la France métropolitaine dans laquelle la commune est exposée à un climat océanique et est dans la région climatique Finistère nord, caractérisée par une pluviométrie élevée, des températures douces en hiver (6 °C), fraîches en été et des vents forts. Parallèlement l'observatoire de l'environnement en Bretagne publie en 2020 un zonage climatique de la région Bretagne, s'appuyant sur des données de Météo-France de 2009. La commune est, selon ce zonage, dans la zone « Littoral », exposée à un climat venté, avec des étés frais mais doux en hiver et des pluies moyennes.
Pour la période 1971-2000, la température annuelle moyenne est de 11,4 °C, avec  une amplitude thermique annuelle de 10,3 °C. Le cumul annuel moyen de précipitations est de 676 mm, avec 12,8 jours de précipitations en janvier et 6,4 jours en juillet. Pour la période 1991-2020, la température moyenne annuelle observée sur la station météorologique la plus proche, située sur la commune d'Île-de-Bréhat à 8 km à vol d'oiseau, est de 12,5 °C et le cumul annuel moyen de précipitations est de 760,5 mm,. Pour l'avenir, les paramètres climatiques de la commune estimés pour 2050 selon différents scénarios d'émission de gaz à effet de serre sont consultables sur un site dédié publié par Météo-France en novembre 2022.

### Transports

#### Routes
Outre l'ancienne route nationale D 786 de Saint-Malo à Morlaix, Paimpol est desservie par trois départementales de moyenne importance :
la D 7, qui commence à Paimpol, mène vers Saint-Brieuc en passant par Lanvollon (elle devient la D 6 vers Lanvollon) ;
la D 15, qui se confond avec l'ancienne voie romaine sur la commune de Paimpol, rejoint au sud la N12 au niveau de Louargat en passant par Pontrieux.

#### Trains
La gare de Paimpol est le terminus nord de la ligne Paris Brest venant de Guingamp, qui est empruntée tant par les TER Bretagne que par La Vapeur du Trieux.

#### Aéroports
L'aéroport de Lannion est à 36 km, celui de Saint-Brieuc à 37 km et celui de Morlaix à 82 km. L'aéroport de Saint-Malo (119 km à l'est) est aussi fréquenté, et celui de Caen (à 267 km) pour certaines destinations britanniques. D'autres aéroports sont présents dans la région.

#### Transport maritime
Paimpol est un quartier maritime dont les initiales sont « PL ».

## Urbanisme

### Typologie
Au 1er janvier 2024, Paimpol est catégorisée petite ville, selon la nouvelle grille communale de densité à 7 niveaux définie par l'Insee en 2022.
Elle appartient à l'unité urbaine de Paimpol, une agglomération intra-départementale dont elle est ville-centre,. Par ailleurs la commune fait partie de l'aire d'attraction de Paimpol, dont elle est la commune-centre,. Cette aire, qui regroupe 13 communes, est catégorisée dans les aires de moins de 50 000 habitants,.
La commune, bordée par la Manche, est également une commune littorale au sens de la loi du 3 janvier 1986, dite loi littoral. Des dispositions spécifiques d’urbanisme s’y appliquent dès lors afin de préserver les espaces naturels, les sites, les paysages et l’équilibre écologique du littoral, tel le principe d'inconstructibilité, en dehors des espaces urbanisés, sur la bande littorale des 100 mètres, ou plus si le plan local d’urbanisme le prévoit.

### Occupation des sols
L'occupation des sols de la commune, telle qu'elle ressort de la base de données européenne d’occupation biophysique des sols Corine Land Cover (CLC), est marquée par l'importance des territoires agricoles (62 % en 2018), en diminution par rapport à 1990 (69,6 %). La répartition détaillée en 2018 est la suivante : 
terres arables (31,8 %), zones agricoles hétérogènes (30,2 %), zones urbanisées (21,8 %), forêts (11 %), zones industrielles ou commerciales et réseaux de communication (4,4 %), zones humides côtières (0,5 %), eaux maritimes (0,3 %), zones humides intérieures (0,1 %). L'évolution de l’occupation des sols de la commune et de ses infrastructures peut être observée sur les différentes représentations cartographiques du territoire : la carte de Cassini (XVIIIe siècle), la carte d'état-major (1820-1866) et les cartes ou photos aériennes de l'IGN pour la période actuelle (1950 à aujourd'hui).

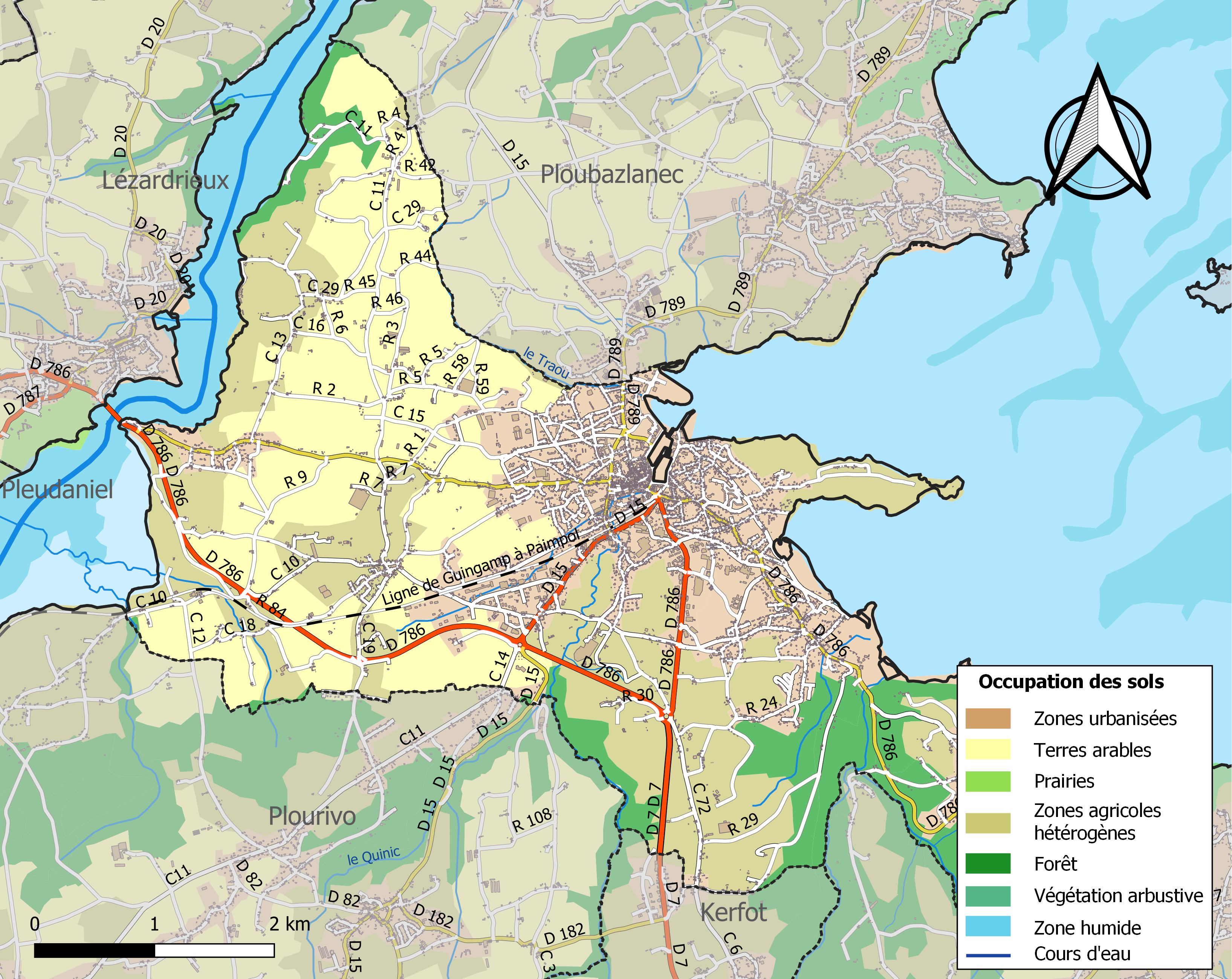
Carte des infrastructures et de l'occupation des sols de la commune en 2018 (CLC).

## Toponymie
La commune est appelée Paimpol [pɛ̃.pɔl] (nom officiel, utilisé en français) ou Pempoull [pɛmˈpul] (nom breton).
Le nom a été attesté sous les formes suivantes: Penpol en 1184, Penpul en 1198, Pempoul et Penpol en 1202. Il provient de penn [ˈpɛnː] «tête» et poull [ˈpulː] « étang », soit « l'extrémité de l'étang »,, ce qui a donné Pempoull en breton moderne, francisé en Paimpol.

## Histoire

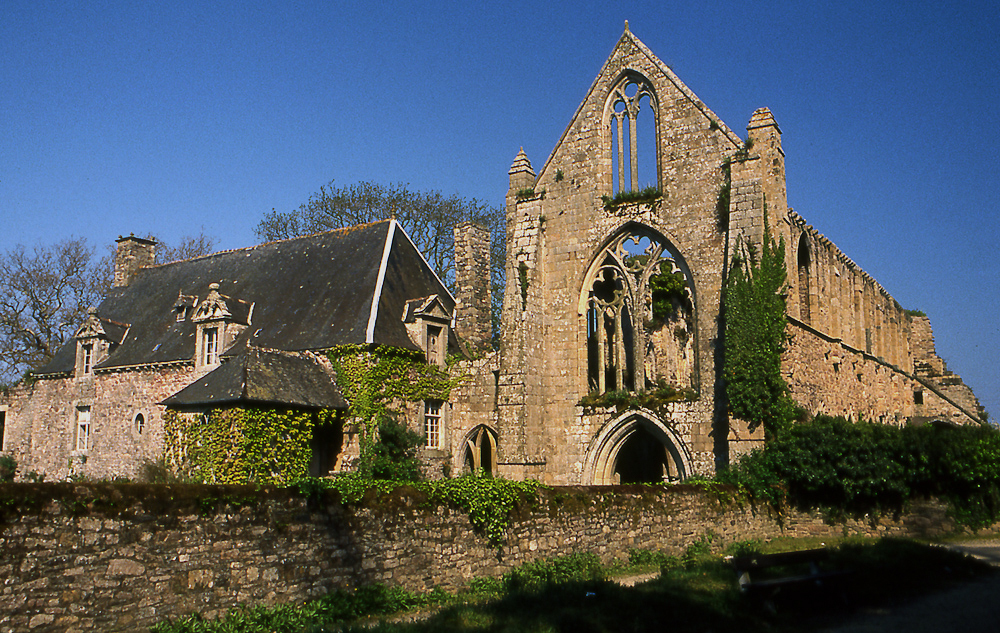
Abbaye de Beauport, Kérity (Paimpol).

### Chronologie
- 1202: le comte Alain Ier d'Avaugour fonde l'abbaye de Beauport.
- 1790: Paimpol et Plounez sont érigées en communes.
- 1824: la commune de Lanvignec est rattachée à Paimpol.
- 1960: le 26 novembre, les communes de Plounez et Kérity sont rattachées à Paimpol.

### Moyen Âge
En 1325, le comte de Goëlo Henri, baron d'Avaugour et son épouse Jeanne d'Harcourt ratifièrent le don fait par Jean de Keraoul d'un terrain donné à l'église Notre-Dame de Paimpol pour y faire un cimetière, qui fut béni par leur oncle Jean d'Avaugour, alors évêque de Saint-Brieuc. En 1370, le château de l'Estang appartenait à Charles du Halgoët, chevalier et seigneur de l'Estang.

### Un port morutier célèbre depuis le Moyen Âge
Paimpol est célèbre pour avoir été au début du XXe siècle un des ports de la grande pêche, au large de l'Islande. Pierre Loti en fera un roman en 1886, Pêcheur d'Islande.
L'Europe découvre, dès le début du XVe siècle, grâce au commerce portugais, un poisson : la morue, et la consommation croissante de ce produit entraîne une augmentation considérable des flottilles pour pêcher en haute mer (Voir Goélette paimpolaise).
En France même, des navigateurs bretons de Paimpol et de Saint-Malo, des marins normands de Barfleur et de Dieppe, enfin d'autres de La Rochelle et du Pays basque partent pêcher la morue au large des côtes du Canada et dans le golfe du Saint-Laurent. Tous ces hardis équipages se retrouvent au large d’une grande île qui pourrait être celle de Terre-Neuve, nommée sur les cartes marines de cette époque « île de Bacalaos » (Iles des morues en portugais) en compagnie d'autres vaillants navigateurs portugais, irlandais, anglais, vénitiens et hollandais. La Ligue hanséatique contrôle le marché européen de la morue, et s'enrichit avec ce commerce florissant en tenant fermement les ports de l'Europe centrale (mer du Nord, mer Baltique). En France, dès le début du XVe siècle, les marins-pêcheurs français payent la dîme au roi de France sur « les Pescheries des terres neufves ». Il en est de même pour les pêcheurs morutiers bretons qui paient la dîme sur la vente de la morue depuis le milieu du XVe siècle. Cette redevance est consignée notamment dans les actes de transactions établis entre les moines de l’abbaye de Beauport à Paimpol et les habitants de l'île de Bréhat.

### Temps modernes
En 1591, les Anglais choisirent Paimpol pour en faire une place de sûreté, trouvant le port, et la position du bourg, avantageux. Paimpol appartenait alors au comte de Vertus Odet d'Avaugour.

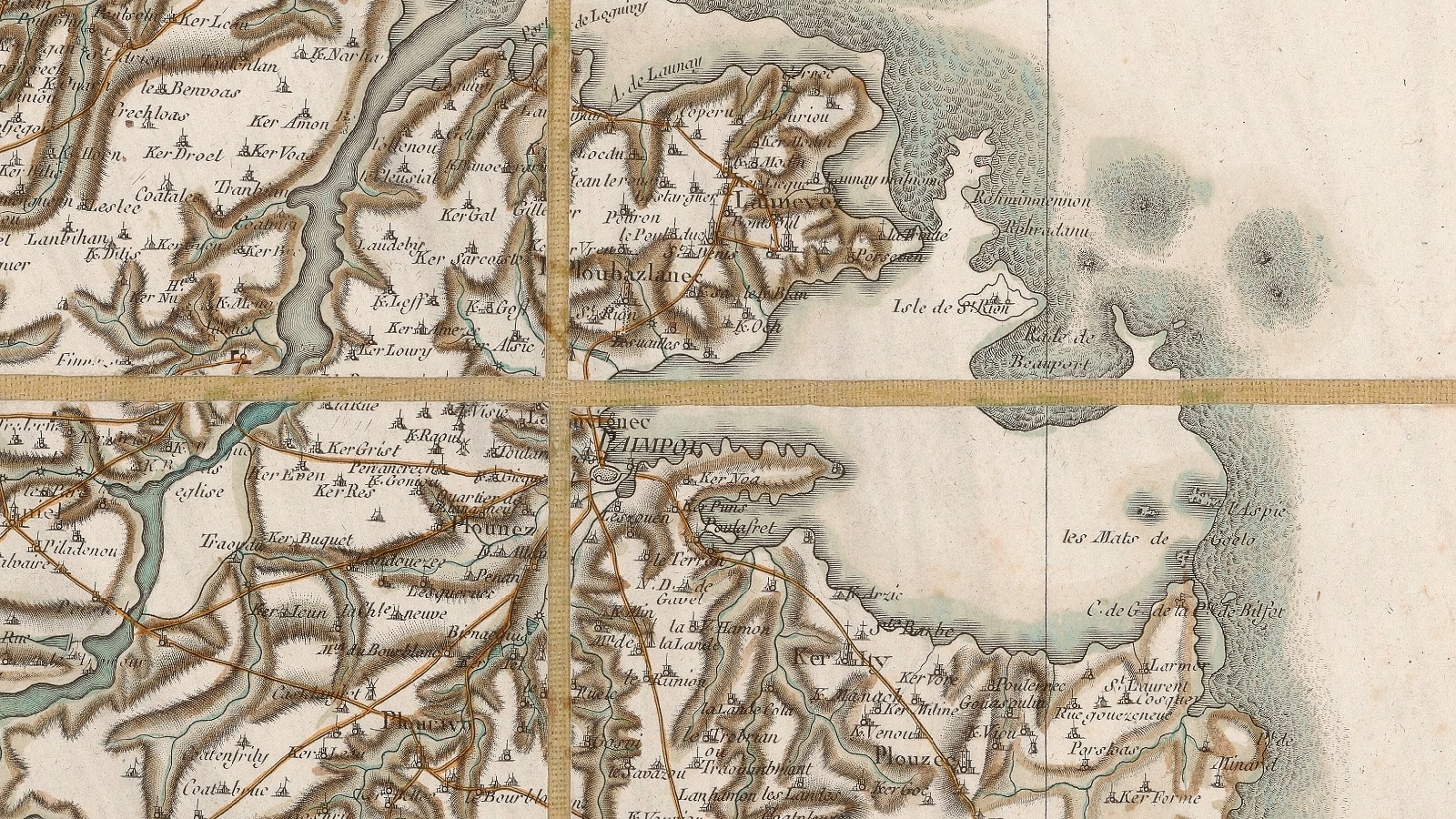
Carte de Cassini de Paimpol et des paroisses avoisinantes (1790).

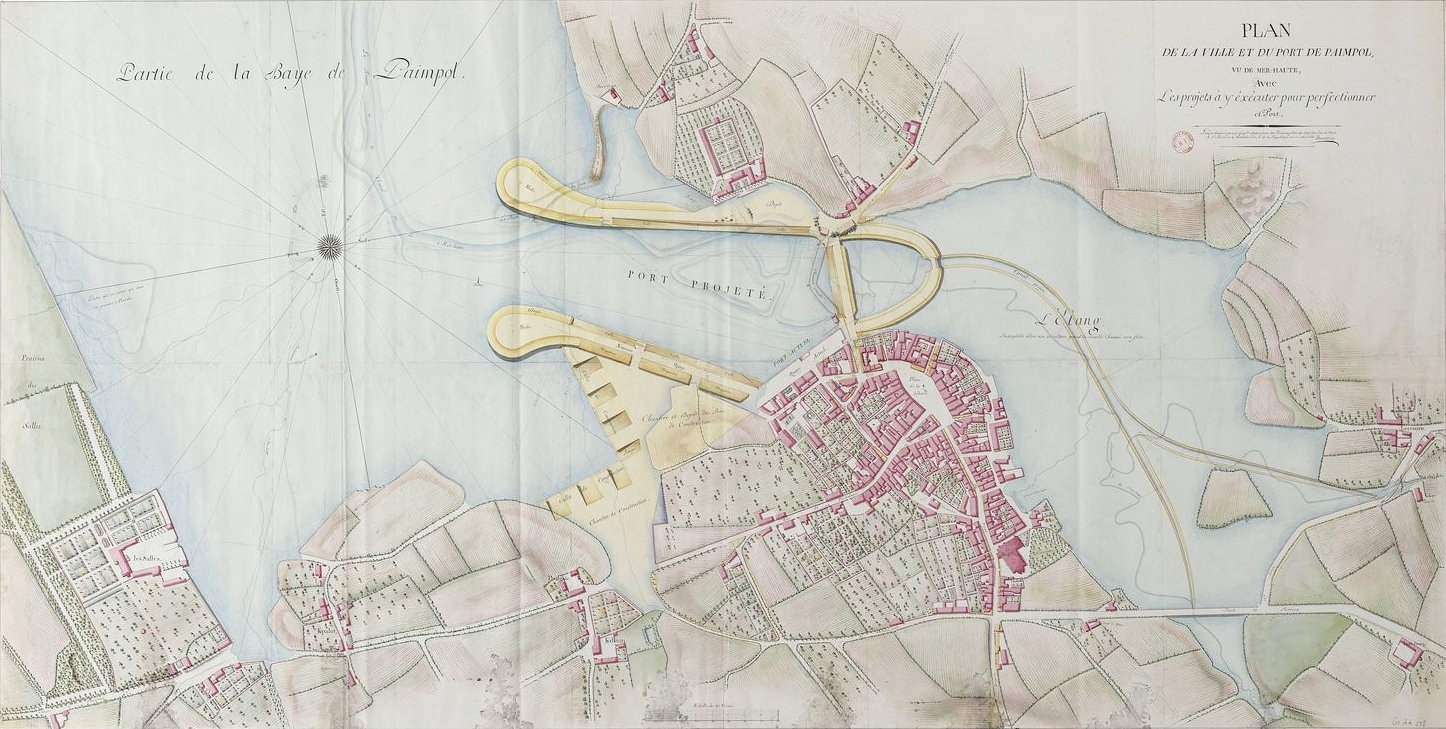
Plan de la ville et du port de Paimpol en 1795.

Jean-Baptiste Ogée décrit ainsi Paimpol en 1778 :

« Paimpol, trève de la paroisse de Plonéis [erreur, de Plounez]  ; à 7 lieues au Nord-Ouest de Saint-Brieuc, son évêché et son ressort, et à 27 lieues de Rennes. Cette trève relève du roi ; c'est un membre de la baronnie d'Avaugour. On y compte 1 800 communiants. Le prince de Soubise en est le seigneur. La cure se présente par l'évêque. Les juridictions sont : le comté de Goëlo , haute justice, à M. le prince de Soubise ; l'île de Bréhat , haute justice, à M. le duc de Penthièvre ; l'abbaye de Beauport, haute justice, à M. l'abbé ; (...). »

### LeXIXesiècle

#### Paimpol vers le milieu duXIXesiècle
En 1841 11 navires de grande navigation chargés et 35 sur lest sont entrés dans le port de Paimpol, dont 40 venant d'Angleterre ; il en est sorti 30, dont 8 pour la pêche à la morue et 18 allant en Angleterre ; ces statistiques ne prennent pas en compte le cabotage, constitué au départ principalement de grains et oléagineux à l'arrivée de bois et marériaux divers.
En raison des épidémies de choléra qui sévissent en août 1832 (cette épidémie fit 126 morts parmi les 2 000 habitants et il fallut creuser deux fosses communes, autour de la chapelle de Lanvignec car le cimetière de la ville était saturé) et 1849, les Paimpolais érigent quatre statues de la Vierge placées dans des niches sur quatre façades de maisons. Chaque été entre le 15 et le 23 août, et jusque dans la décennie 1960, une procession nocturne, dite « des vœux », fut organisée, dédiée à Marie, avec une halte devant chacune de ces quatre « Vierges du choléra ».
A. Marteville et P. Varin, continuateurs d'Ogée, décrivent ainsi Paimpol en 1853 :

« Paimpol (sous l'invocation de la Vierge, Notre-Dame-de-Bonne-Nouvelle) ; ville ; commune formée de l'ancienne trève de Plounez. 
(...) Paimpol, et en breton Pempoul,c'est une jolie petite ville,situe sur le versant d'une colline schisteuse qui est élevée d'environ 60 mètres au-dessus des plus fortes marées. Une seule rue, celle de l'Église, compose presque toute cette ville, avec la place du Martray, qui est assez grande et entourée de maisons d'un aspect élégant. L'église était autrefois trève de Plounez, et le curé de cette dernière paroisse prenais le titre de curé de Plounez-Paimpol. Depuis 1789 cette dernière est devenue cure et a même absorbé tout récemment  la petite paroisse de Lanvignec, dont l'église à continué à être desservie. On y officie avec pompe le jour de la Saint-Vignoc, patron de cette ancienne paroisse, .dont le vrai nom était  Lan-Vignoc. »

Les mêmes auteurs écrivent aussi que « les, quais forment la plus belle partie de cette ville ; ils sont larges et bordés de maisons, d'apparence élégante », que « le port, ou plutôt les ports de Paimpol, sont formés par un bras de mer qoù les eaux de la Manche font sentir chaque jour le flux et le reflux, c'est où les navires de toute grandeur abordent le long d'un beau quai ; l'un de ces ports est extérieur : il s'étend de la Pointe du Guilben à celle de Gren ; l'autre est intérieur : il s'étend de cette dernière pointe au quai proprement dit ». Ils précisent aussi que deux batteries sont installées, l'une à la pointe de Bilfaut, l'autre à droite de l'entrée de la baie de Paimpol, pour défendre le port, qu'il y a marché chaque mardi et deux foires dans l'année et qu'on y parle le breton et le français.

#### Les «Islandais»

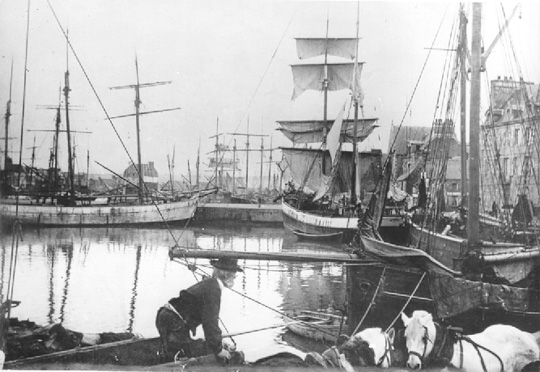
Second bassin du port de Paimpol à l'époque de la pêche en Islande (vers 1895).

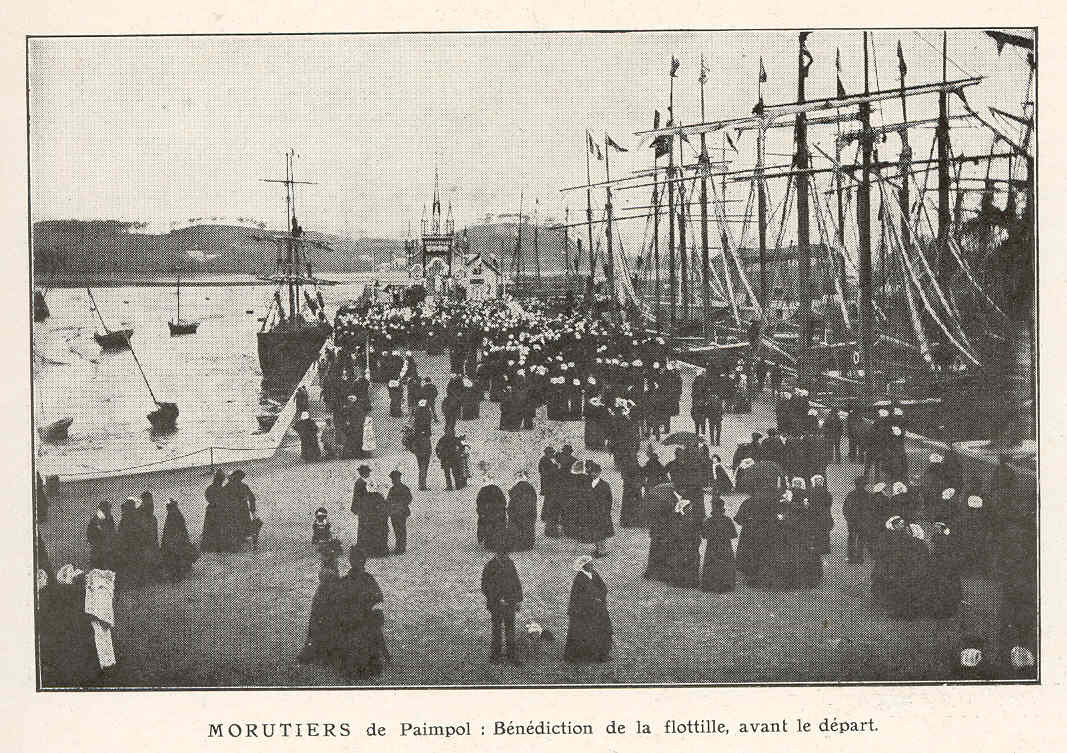
Morutiers de Paimpol : bénédiction de la flottille, avant le départ (1913).

En 83 ans, entre 1852 et 1935, on compte 2 644 bateaux et 65 000 marins embarqués partis pour des campagnes morutières en direction de la mer d'Islande depuis Paimpol et les autres ports de la région ; on estime que 120 goélettes disparurent et qu'au moins 2 000 pêcheurs de la région de Paimpol se sont noyés (en mer d'Islande principalement) entre 1852 et 1932. Les plus grands dangers encourus étaient les tempêtes, les collisions dans le brouillard, mais aussi l'alcoolisme.
Le premier bateau parti pêcher en mer d'Islande fut l'Occasion, un brick de 73 tonneaux en 1852 dont l'armateur était Louis Morand et qui fut commandé par François Druel, de Fort-Mardyck (ce bateau sombra en 1854 lors d'une autre campagne de pêche) ; 14 goélettes parurent en 1856, 74 en 1894 ; le déclin commence en 1907, année où seulement 53 goélettes partent.
Le Petit Journal écrit en 1898 : « Avant de courir les terribles dangers, d'éprouver les fatigues inouïes de la pêche d'Islande, les bons matelots organisent une procession solennelle. Celle de cette année a été particulièrement importante en raison sans doute des sinistres considérables de l'an dernier. Les Islandais ont demandé sa bénédiction à l'évêque de Saint-Brieuc, ce qui sera trouvé fort ridicule par certains que je prierai seulement d'aller faire un an campagne avec ceux qui partent, nous verrons ce qu'ils en pensent en revenant ».
À la fin du XIXe siècle, le taux de mortalité sur les bancs de Terre-Neuve est estimé à 15 ‰, alors qu'il est de 6 ‰ dans les eaux islandaises.

### LeXXesiècle

#### La Belle Époque
La nouvelle église Notre-Dame-de-Bonne-Nouvelle, construite à l'initiative en 1899 d'Henri Fromal, alors curé de Paimpol, fut terminée en 1914 sous les ordres de l'architecte Ernest Le Guerranic. L'église contient un triptyque flamand du XVe siècle et un tableau de l'école espagnole du début du XVIIe siècle représentant la mise au tombeau du Christ. Le Pardon de Notre-Dame de Bonne-Nouvelle a lieu le premier dimanche de décembre, et le Pardon des Islandais le deuxième dimanche de février, avant le départ des marins à la mi-février. L'orgue, qui a été restauré en 1986, date du début du XXe siècle.

#### La Première Guerre mondiale
Le monument aux morts porte les noms de 107 soldats morts pour la Patrie, dont 72 pendant la Première Guerre mondiale ; parmi eux, 15 au moins sont des marins morts en mer ; trois au moins sont morts sur le front belge en 1914 ou 1915 ; Joseph Camy est mort de maladie à Malte où son bateau avait fait escale ; Henri Appert est mort en captivité en Allemagne en 1916 ; la plupart des autres sont morts sur le sol français.
Environ 80 élèves de l'École d'hydrographie de Paimpol, encouragés par leurs professeurs, embarquèrent pour Plymouth dès le 19 juin 1940.

#### L'Entre-deux-guerres

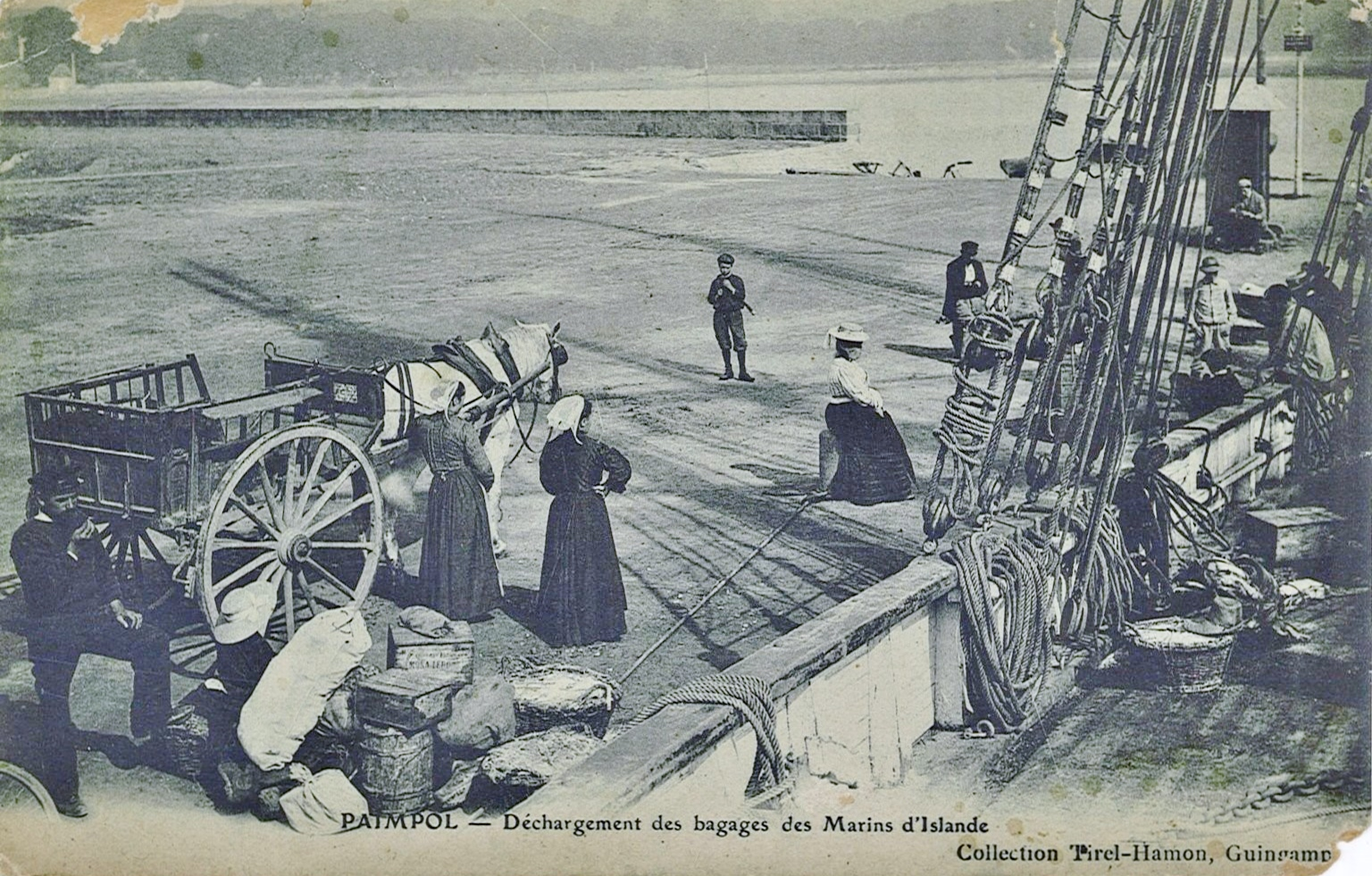
Paimpol ː déchargement des bagades des marins d'Islande (carte postale Tirel-Hamon, vers 1920).

Paimpol arme ses dernières goélettes pour la pêche à la morue en 1935 (alors que 167 bateaux de 9 ports du Goëlo et des bords de Rance pratiquaient encore cette pêche en 1885) : le  Butterfly et la Glycine sont les deux derniers à partir cette année-là, le premier cité se perdant d'ailleurs en mer ; l'adoption de moteurs à partir de 1926 ne suffit pas à assurer la survie de ce type de pêche.

#### La Seconde Guerre mondiale
Le monument aux morts de Paimpol porte les noms de 33 personnes mortes pour la France pendant la Seconde Guerre mondiale ; parmi elles 7 au moins sont mortes en mer ; Jules Delafargue est mort à la frontière belge lors de la bataille de France au printemps 1940 et Charles Frigaux des suites de ses blessures au Royaume-Uni le 6 juillet 1940 ;  Henri Marie, quartier-maître à bord du Dunkerque, a été victime de l'attaque anglaise de Mers el-Kébir le 3 juillet 1940 ; André Marchais, résistant, Croix de guerre 1914-1918 (France) et Croix de guerre 1939-1945, a été décapité à la hache à la prison de Cologne le 20 octobre 1942 ; Jeanne Le Fem, résistante, est morte au camp de concentration de Bergen-Belsen le 25 mars 1945.
Pendant la guerre, dans la petite périphérie paimpolaise (Plounez) plusieurs crimes de guerre ont été commis traumatisant le hameau entier sur plusieurs générations, en témoignent des familles.
le 17 août 1944 La libération de Paimpol fut sanglante, dernier bastion allemand, huit patriotes donneront leurs vies pour libérer la ville, une rue commerçante porte leurs noms en mémoire
En 1944, le curé de Paimpol, Guillaume Thos, fit le vœu solennel d'offrir une couronne précieuse à la Vierge et à son Fils, si Paimpol était épargnée par les bombardements ; comme ce fut le cas, les Paimpolais offrirent des bijoux pour financer cette couronne en 1946.

#### L'après Seconde Guerre mondiale
Une liste composée exclusivement de 23 femmes, toutes épouses de marins de commerce, dite « d'Union pour la défense des intérêts des marins » se présenta aux élections municipales du 5 mars 1971. Les marins constituaient alors environ 30 % de la population paimpolaise.
L'École nationale de la Marine marchande de Paimpol ferme en 1986.

## Héraldique
| Blason | Blasonnement : D'azur au vaisseau de trois mâts d'argent avec son ancre du même pendant à dextre. |

## Politique et administration

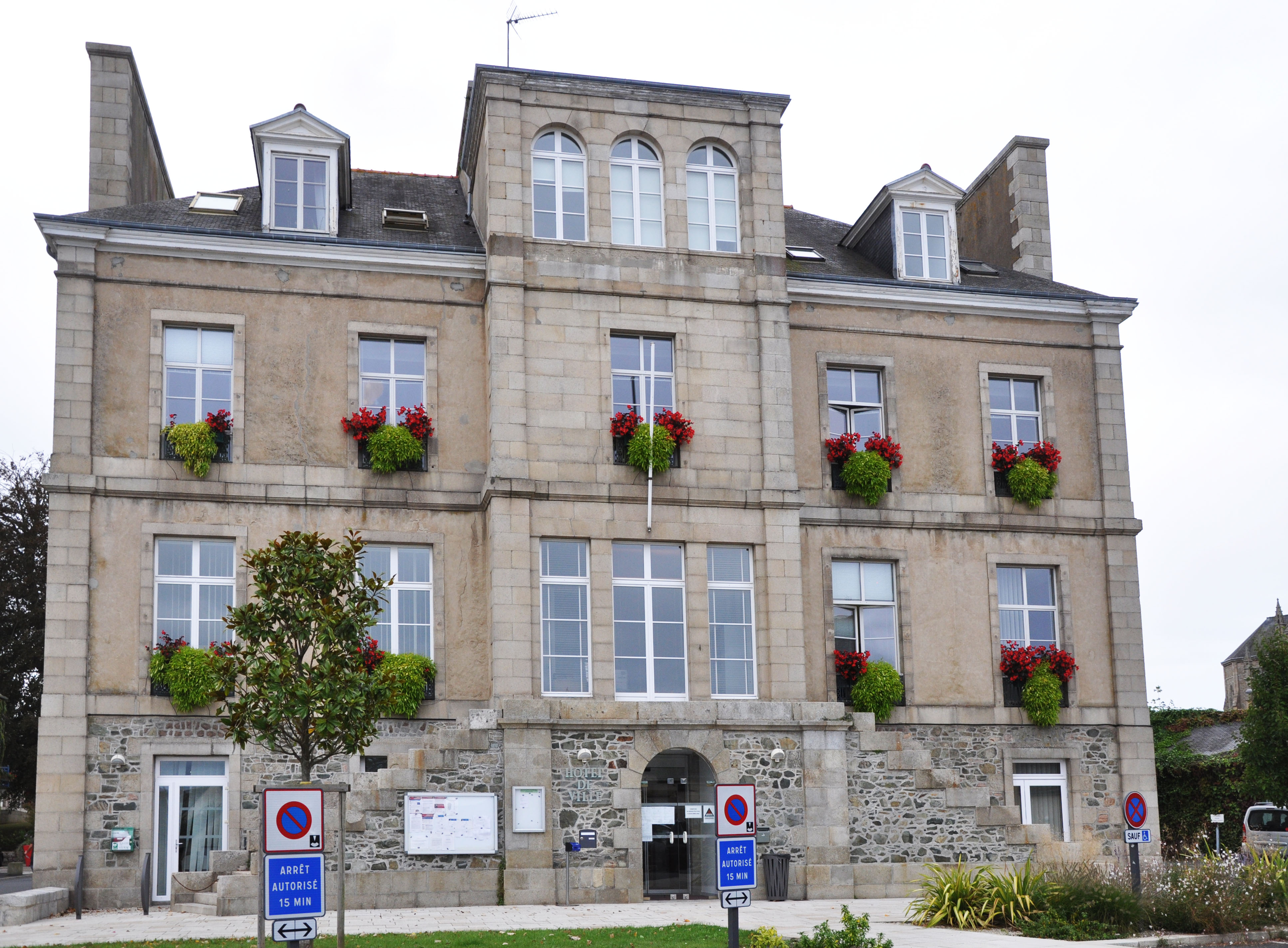
Hôtel de Ville.

### Liste des maires
Depuis la Libération, dix maires se sont succédé à la tête de la commune.
| Période        | Période              | Identité                  | Étiquette                  | Qualité |
| -------------- | -------------------- | ------------------------- | -------------------------- | --- |
| septembre 1944 | octobre 1947         | Aristide Ferlicot         | Rad.soc.                   | |
| octobre 1947   | novembre 1955        | Eugène Ferlicot           |                            | Capitaine de vaisseau retraité, maire honoraire |
| novembre 1955  | mars 1959            | Louis Coupin              |                            | Tailleur |
| mars 1959      | décembre 1960        | Frédéric Bonne            |                            | Industriel Ancien conseiller général de Paimpol (1935 → 1937) |
| décembre 1960  | décembre 1961        | Louis Coupin              |                            | Tailleur, premier maire du Grand Paimpol |
| décembre 1961  | juin 1995            | Max Querrien              | PS                         | Haut fonctionnaire, ancien conseiller d'État Président d'honneur de la Fédération des élus maritimes                                                                                                 |
| juin 1995      | mars 2001            | Paulette Kapry            | PS                         | Assistante sociale, ancienne adjointe au maire Conseillère régionale de Bretagne (1981 → 1986) |
| mars 2001      | octobre 2004 (décès) | Jacques Saleün            | UDF puis UMP               | Général de division aérienne retraité Conseiller régional de Bretagne (2004) |
| novembre 2004  | mars 2008            | Jean-Paul Pochard         | DVD                        | Retraité Président de la CC Paimpol-Goëlo (2001 → 2008) Premier adjoint au maire (2001 → 2004) |
| mars 2008      | mai 2020             | Jean-Yves de Chaisemartin | UDF puis MoDem puis PR-UDI | Directeur général de société Conseiller départemental de Paimpol (2015 → 2021) 3e vice-président du conseil départemental (2015 → 2021) Président de la CC Paimpol-Goëlo (2014 → 2016) Réélu en 2014 |
| mai 2020       | En cours             | Fanny Chappé              | PS                         | Éducatrice de jeunes enfants Conseillère régionale de Bretagne (2017 → ) Vice-présidente de Guingamp-Paimpol Agglo (2020 → )                                                                         |

### Finances locales
Cette sous-section présente la situation des finances communales de Paimpol.
Pour l'exercice 2024, le compte administratif du budget municipal de Paimpol s'établit à  15 794 000 € (15 794 000 €2024) en dépenses et 14 006 000 € en recettes :
En 2013, la section de fonctionnement se répartit en 9 108 000 €  de charges (1 133 € par habitant) pour 9 597 000 € de produits (1 193 € par habitant), soit un solde de 489 000 € (61 € par habitant), :
- le principal pôle de dépenses de fonctionnement est celui des charges de personnels[Note 16] pour une valeur totale de 4 931 000 € (54 %), soit 613 € par habitant, ratio supérieur de 19 % à la valeur moyenne pour les communes de la même strate (513 € par habitant). Sur les 5 dernières années, ce ratio fluctue et présente un minimum de 563 € par habitant en 2011 et un maximum de 613 € par habitant en 2013 ;
- la plus grande part des recettes est constituée des impôts locaux[Note 17] pour une valeur de 4 308 000 € (45 %), soit 536 € par habitant, ratio supérieur de 20 % à la valeur moyenne pour les communes de la même strate (448 € par habitant). Depuis 5 ans, ce ratio augmente de façon continue de 463 € à 536 € par habitant.

Les taux des taxes ci-dessous sont votés par la municipalité de Paimpol. Ils ont varié de la façon suivante par rapport à 2012 :
- la taxe d'habitation égale 15,46 % ;
- la taxe foncière sur le bâti constante 26,42 % ;
- celle sur le non bâti constante 90,48 %.

La section investissement se répartit en emplois et ressources. Pour 2013, les emplois comprennent par ordre d'importance :
- des dépenses d'équipement[Note 19] pour  2 028 000 € (57 %), soit 252 € par habitant, ratio inférieur de 35 % à la valeur moyenne pour les communes de la même strate (385 € par habitant). En partant de 2009 et jusqu'à 2013, ce ratio fluctue et présente un minimum de 129 € par habitant en 2011 et un maximum de 278 € par habitant en 2012 ;
- des remboursements d'emprunts[Note 20] pour un montant de 1 044 000 € (29 %), soit 130 € par habitant, ratio supérieur de 65 % à la valeur moyenne pour les communes de la même strate (79 € par habitant).

Les ressources en investissement de Paimpol se répartissent principalement en :
- nouvelles dettes pour une valeur totale de 1 900 000 € (49 %), soit 236 € par habitant, ratio supérieur de 195 % à la valeur moyenne pour les communes de la même strate (80 € par habitant). Pour la période allant de 2009 à 2013, ce ratio fluctue et présente un minimum de 73 € par habitant en 2012 et un maximum de 236 € par habitant en 2013 ;
- subventions reçues pour  171 000 € (4 %), soit 21 € par habitant, ratio inférieur de 70 % à la valeur moyenne pour les communes de la même strate (70 € par habitant).

L'endettement de Paimpol au 31 décembre 2013 peut s'évaluer à partir de trois critères : l'encours de la dette, l'annuité de la dette et sa capacité de désendettement :
- l'encours de la dette pour  11 716 000 €, soit 1 457 € par habitant, ratio supérieur de 65 % à la valeur moyenne pour les communes de la même strate (881 € par habitant). En partant de 2009 et jusqu'à 2013, ce ratio fluctue et présente un minimum de 1 315 € par habitant en 2012 et un maximum de 1 457 € par habitant en 2013[A2 5] ;
- l'annuité de la dette pour une valeur totale de 1 436 000 €, soit 179 € par habitant, ratio supérieur de 60 % à la valeur moyenne pour les communes de la même strate (112 € par habitant). En partant de 2009 et jusqu'à 2013, ce ratio fluctue et présente un minimum de 157 € par habitant en 2010 et un maximum de 179 € par habitant en 2013[A2 5] ;
- la capacité d'autofinancement (CAF) pour  964 000 €, soit 120 € par habitant, ratio inférieur de 34 % à la valeur moyenne pour les communes de la même strate (181 € par habitant). Depuis 5 ans, ce ratio fluctue et présente un minimum de 120 € par habitant en 2013 et un maximum de 189 € par habitant en 2011[A2 6]. La capacité de désendettement est d'environ 12 années en 2013. Sur une période de 14 années, ce ratio présente un minimum d'environ 6 années en 2004 et un maximum en 2013.

En 2022, la dette totale de la commune de Paimpol s'élevait à environ 10 millions d'euros. Cela représente une dette par habitant de 1 336 euros, un montant bien supérieur à la moyenne des villes comparables, qui est d'environ 5,4 millions d'euros. Paimpol affiche également une annuité de dette (c'est-à-dire les remboursements annuels du capital et des intérêts) de 1,2 million d'euros. Sa capacité de désendettement est estimée à 5,7 ans, ce qui correspond au nombre d'années nécessaires pour rembourser la dette en utilisant son épargne annuelle

### Jumelages
- Grundarfjörður (Islande)
- Romsey (Royaume-Uni)
- Vermilion (Ohio) (États-Unis)

## Population et société

### Langue bretonne
La charte Ya d'ar brezhoneg a été votée par le Conseil municipal le 29 septembre 2008.
À la rentrée 2018, 31 élèves étaient scolarisés à l'école Diwan (soit 6,8% des enfants de la commune inscrits dans le primaire).

### Démographie
L'évolution du nombre d'habitants est connue à travers les recensements de la population effectués dans la commune depuis 1793. Pour les communes de moins de 10 000 habitants, une enquête de recensement portant sur toute la population est réalisée tous les cinq ans, les populations de référence des années intermédiaires étant quant à elles estimées par interpolation ou extrapolation. Pour la commune, le premier recensement exhaustif entrant dans le cadre du nouveau dispositif a été réalisé en 2007.

En 2022, la commune comptait 7 266 habitants, en évolution de +1,11 % par rapport à 2016 (Côtes-d'Armor : +1,78 %, France hors Mayotte : +2,11 %).
| 1793  | 1800  | 1806  | 1821  | 1831  | 1836  | 1841  | 1846  | 1851  |
| ----- | ----- | ----- | ----- | ----- | ----- | ----- | ----- | ----- |
| 1 748 | 1 679 | 1 849 | 1 900 | 2 108 | 2 012 | 2 043 | 2 076 | 2 136 |

| 1856  | 1861  | 1866  | 1872  | 1876  | 1881  | 1886  | 1891  | 1896  |
| ----- | ----- | ----- | ----- | ----- | ----- | ----- | ----- | ----- |
| 2 032 | 2 116 | 2 166 | 2 017 | 2 035 | 2 363 | 2 211 | 2 213 | 2 473 |

| 1901  | 1906  | 1911  | 1921  | 1926  | 1931  | 1936  | 1946  | 1954  |
| ----- | ----- | ----- | ----- | ----- | ----- | ----- | ----- | ----- |
| 2 737 | 2 805 | 2 873 | 2 802 | 2 690 | 2 671 | 2 528 | 2 781 | 2 795 |

| 1962  | 1968  | 1975  | 1982  | 1990  | 1999  | 2006  | 2007  | 2012  |
| ----- | ----- | ----- | ----- | ----- | ----- | ----- | ----- | ----- |
| 7 713 | 7 723 | 8 176 | 7 994 | 7 856 | 7 932 | 7 788 | 7 756 | 7 293 |

| 2017  | 2022  | - | - | - | - | - | - | - |
| ----- | ----- | - | - | - | - | - | - | - |
| 7 172 | 7 266 | - | - | - | - | - | - | - |

### Manifestations culturelles et festivités
En saison, Paimpol est le point de départ et d'arrivée du train touristique la Vapeur du Trieux.

#### Festival du chant de marin

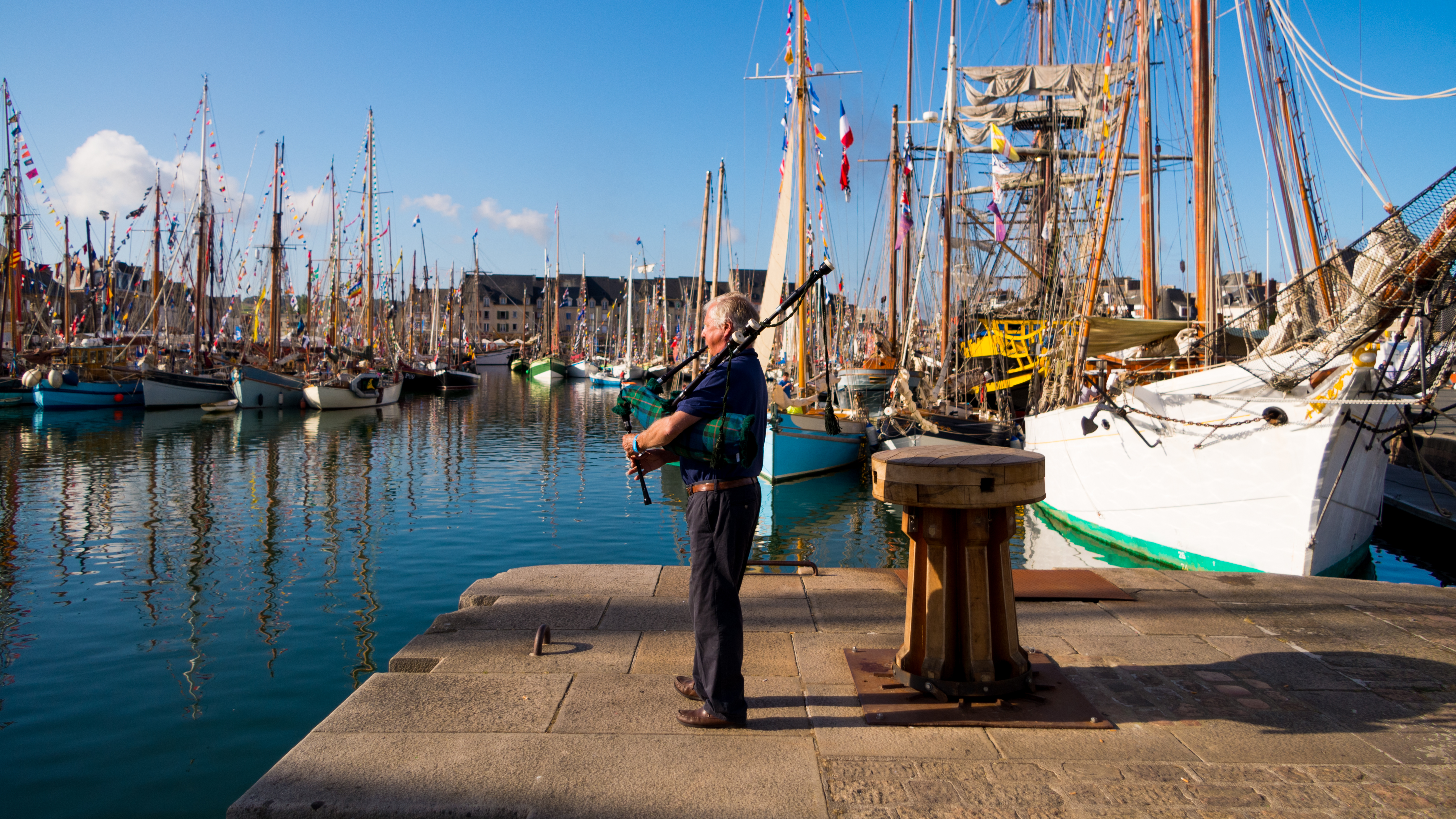
Joueur de cornemuse côté de Cabestan, pendant le festival Celtic-Maritime international, festival du chant de marin.

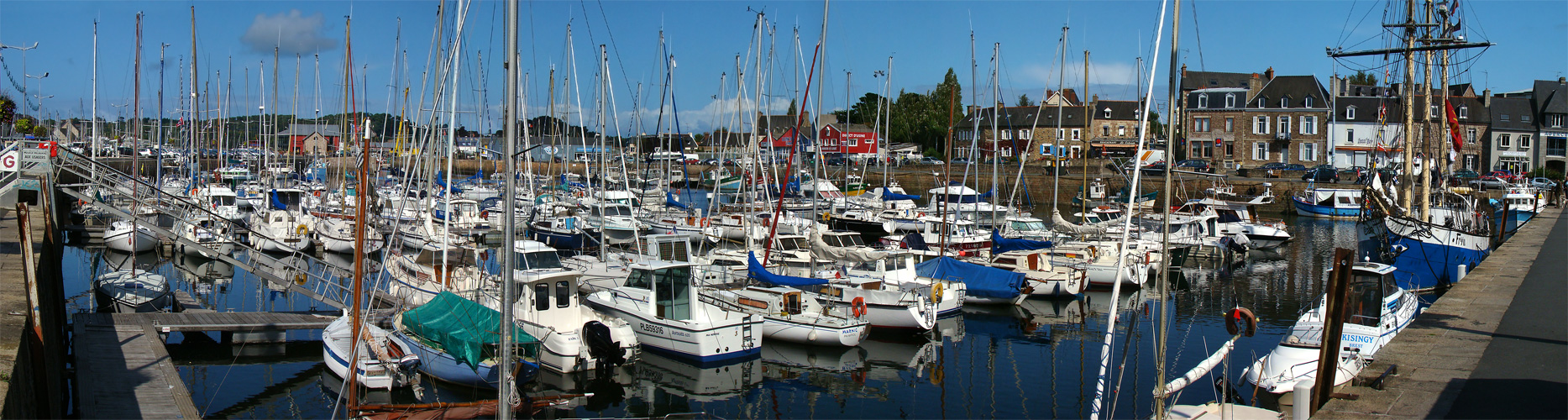
Panorama du port. À gauche le quai Morand, à droite le quai Duguay-Trouin.

Tous les deux ans, une fête a lieu en août sur le port de Paimpol, qui est clôturé pour cette occasion. Appelée « Fête du chant de marin » jusqu'à l'édition de 2005, elle se nomme dorénavant « Festival du chant de marin » en raison de son importance croissante (les trois dernières éditions[Quand ?] ont recensé plus de 100 000 entrées payantes).
Au cours de cette fête de trois jours — du vendredi au dimanche —, le port est réservé aux spectateurs, musiciens, chanteurs et exposants. Il s'y déroule des spectacles et des présentations de métiers à caractère maritime autour d'une animation musicale principalement orientée vers les chants de marins, mais aussi les musiques du monde, avec des têtes d'affiches célèbres : Idir en 2003, Denez Prigent et Carlos Núñez en 2005, Dan Ar Braz, Rokia Traoré et Johnny Clegg en 2007, Altan, The Chieftains et Simple Minds en 2011, Rachid Taha, Arno (chanteur) et Capercaillie en 2013, I Muvrini, Denez Prigent et Luz Casal en 2015, Kassav', Malicorne (groupe) et Alan Stivell en 2017 et Goran Bregović, Tri Yann et Bernard Lavilliers en 2019.
De vieux gréements de diverses nationalités sont amarrés dans le port spécialement pour cette période et tous les bateaux présents dans les bassins sont pavoisés. On y rencontre, entre autres, Enez Koalen, Nébuleuse, Eulalie, basés au port, ainsi que Neire Mâove et Provident.
Le Festival du chant de marin est signataire de l'accord « Ya d'ar brezhoneg » (« Oui à la langue bretonne »).

## Économie

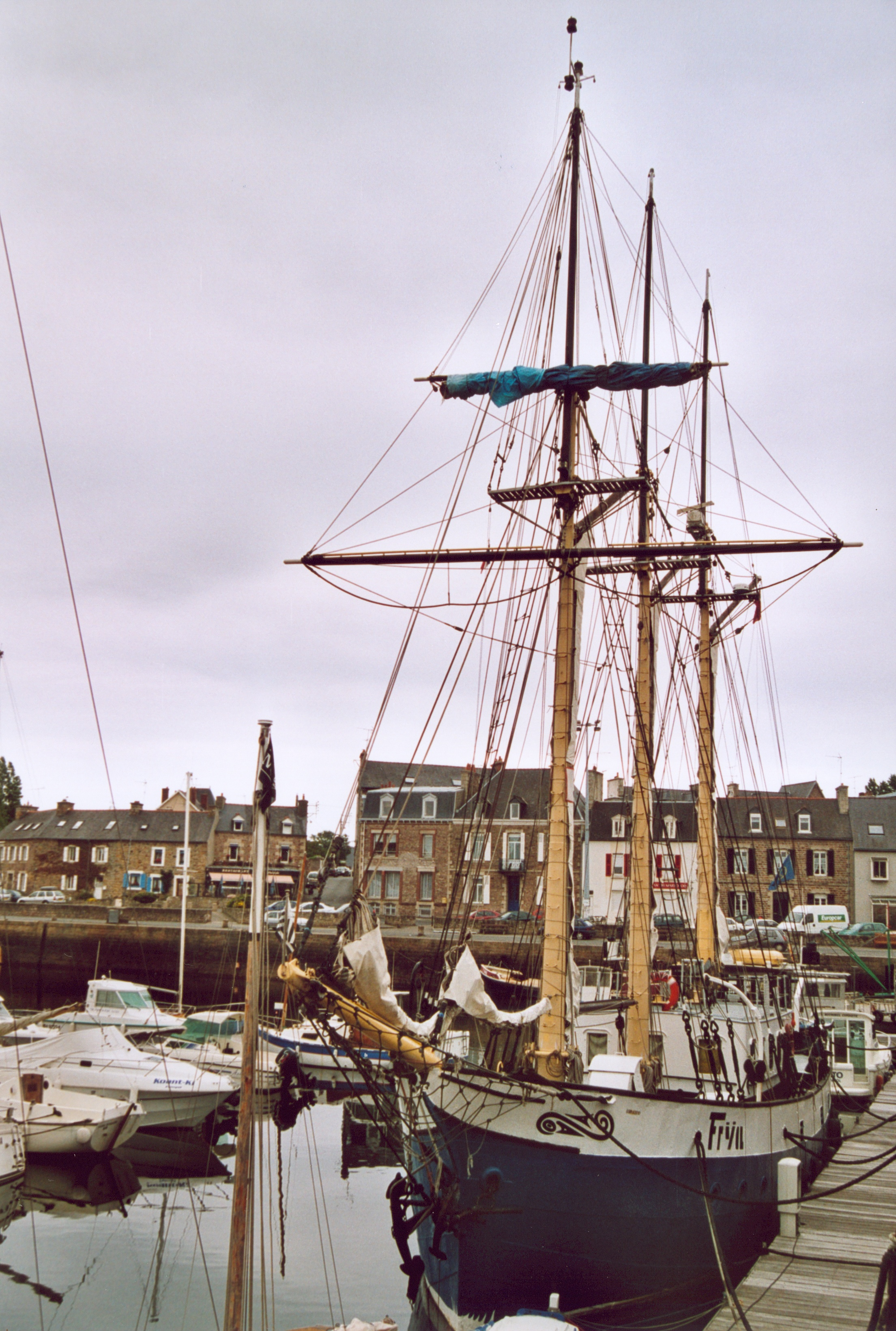
Le port, quai Duguay-Trouin.

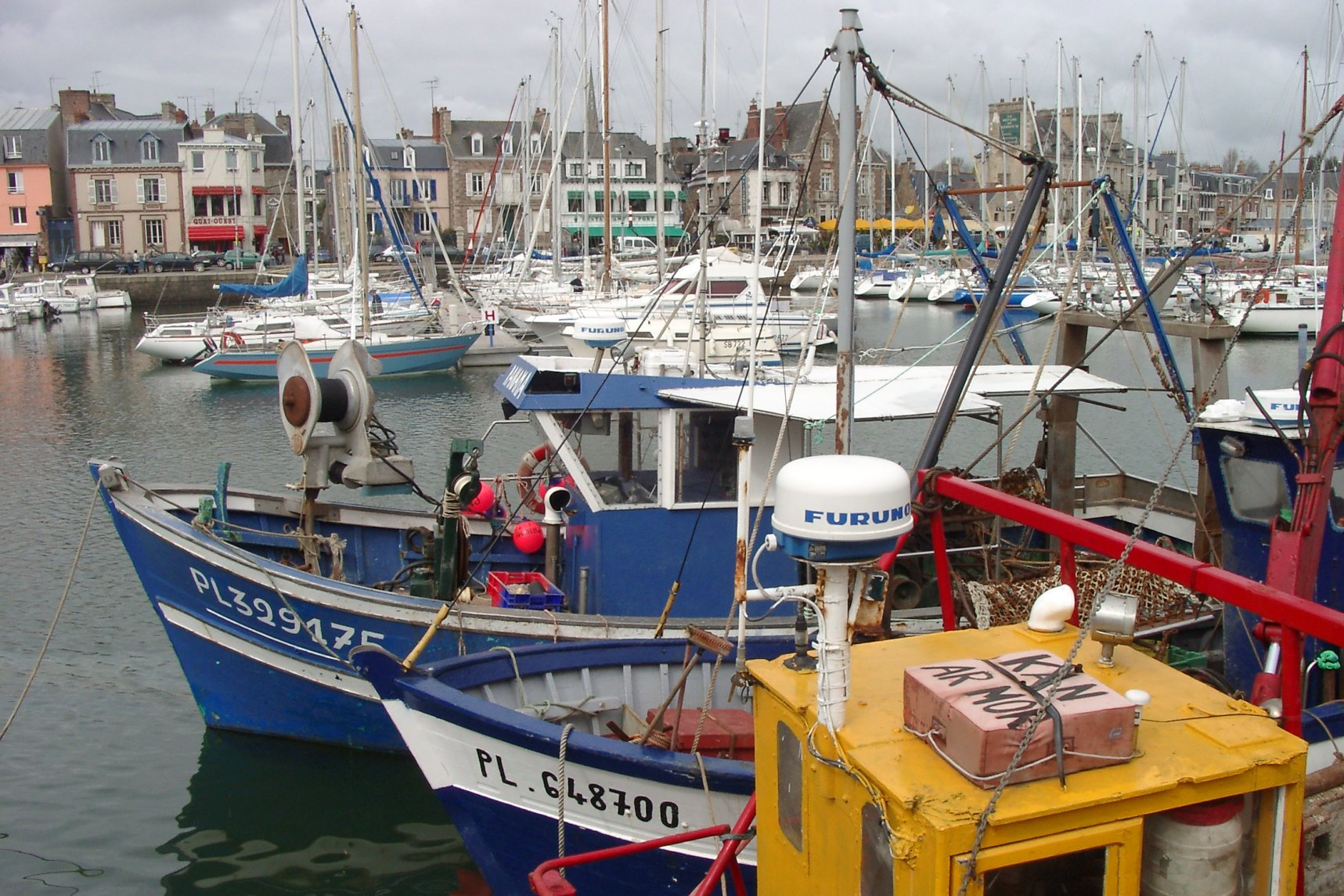
Bateaux de pêche dans le bassin no 1.

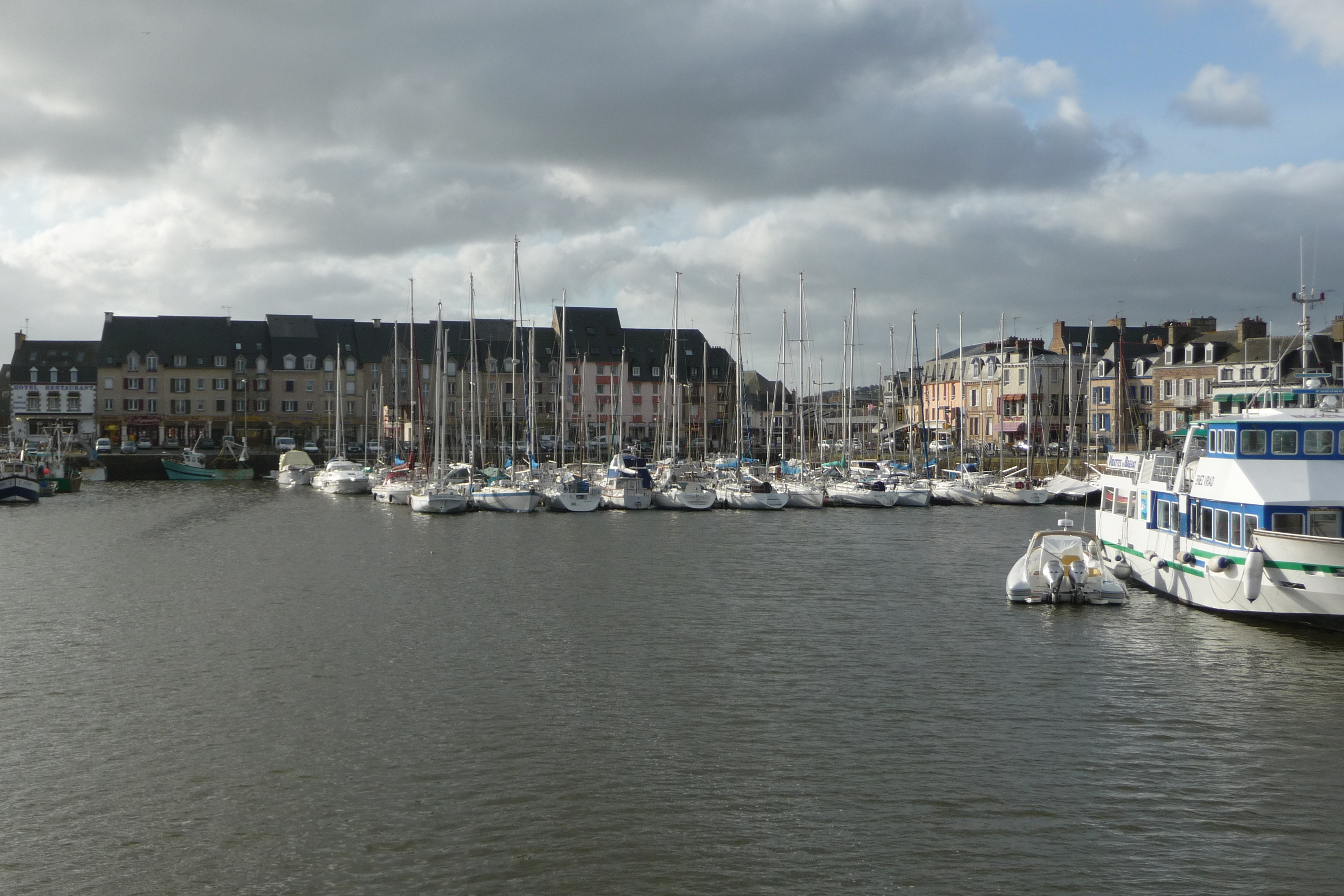
Vue d'ensemble du bassin no 1.

- Agriculture en plein champ et serres (principalement à tomates). Une variété de haricots porte le nom de Coco de Paimpol.
- Ostréiculture : huîtres creuses et plates.
- Construction et réparation navale (petites unités et plaisance).
- Pêche : les ports de Loguivy-de-la-Mer (criée) et de Pors-Even sont sur la commune de Ploubazlanec.
- Port de plaisance, Pavillon Bleu en 2008.
- Premier port à sec de Bretagne pouvant accueillir jusqu'à 130 bateaux de moins de 10 mètres tout au long de l'année.
- Tourisme, hôtellerie, restauration, gîtes.
- Confection et distribution de vêtements de mer : Dalmard Marine[86].
- La gare de Paimpol est reliée à Guingamp par le réseau du TER Bretagne.
- En saison, le train touristique la Vapeur du Trieux roule jusqu'à Pontrieux.
- Métiers de l'art (peinture, sculpture).
- Écoles de voile, dont une base des Glénans.
- Commerce traditionnel, trois grandes surfaces, une zone artisanale.
- Hôpital, maison de retraite.
- Collèges, lycées (dont un lycée maritime).
- Un réseau d'hydroliennes est prévu pour être installé au large de Paimpol, sur le plateau de la Horaine à 6,2 km au nord-est de Bréhat[87], dans une zone où la vitesse des courants est l'une des plus élevées d'Europe[88].

## Culture et patrimoine

### Lieux et monuments
Vingt trois monuments sont inscrits dans la base Mérimée, figurant sur la liste des monuments historiques des Côtes-d'Armor, dont :
- l'abbaye de Beauport, dont les bâtiments sont intacts hormis l'église et le réfectoire[89] ;
- Chapelles : Notre-Dame de Kergrist[90] Lanvignec[91], Sainte Barbe,
- l'ancienne église dont ne subsiste que le clocher, appelée la Vieille tour[92] ;
- l'église de Kerity ;
- l'église Notre-Dame de Bon-Secours de Plounez ;
- l'église Notre-Dame-de-Bonne-Nouvelle ;

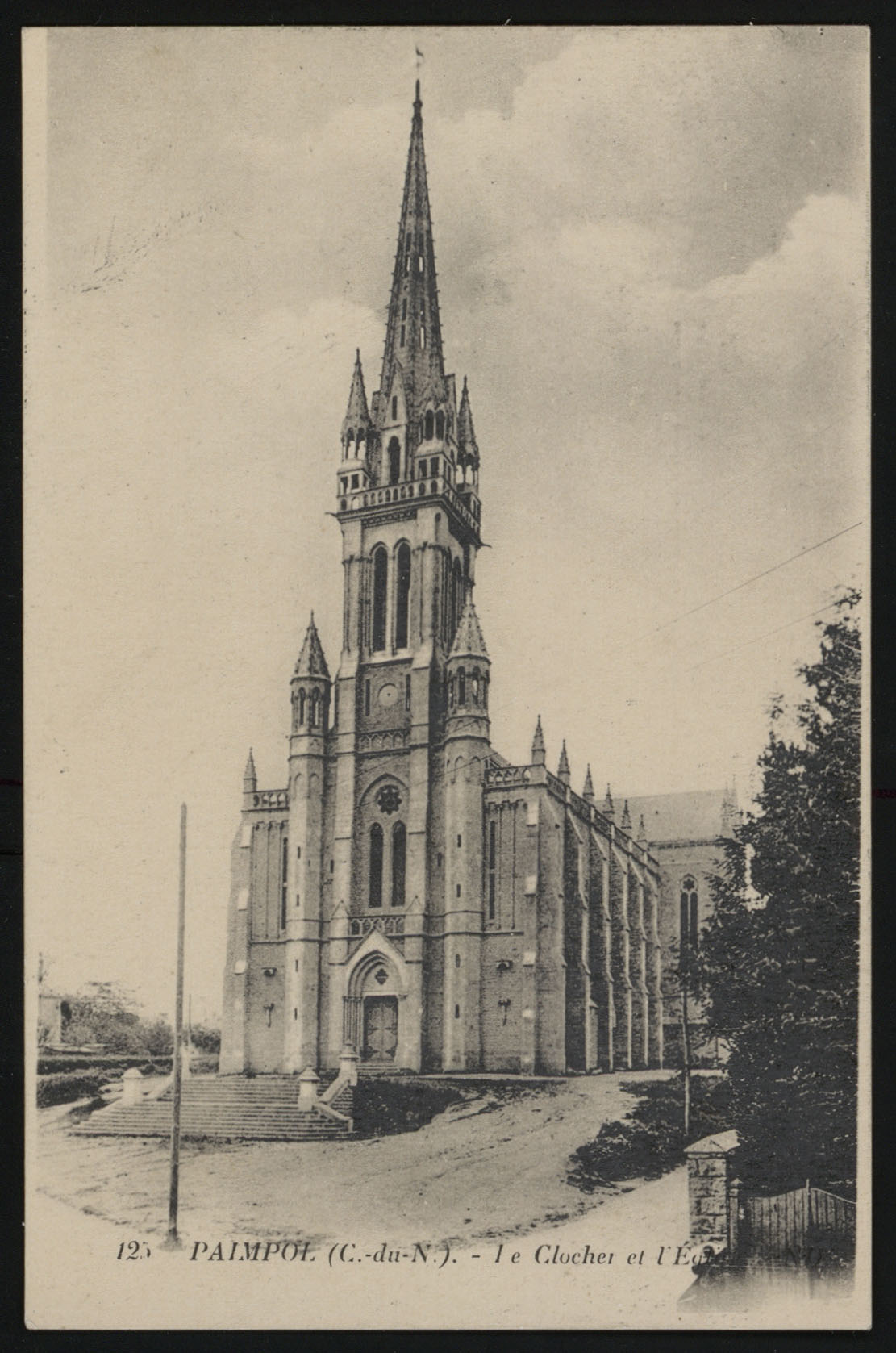
Paimpol : l'église Notre-Dame-de-Bonne-Nouvelle peu après sa construction.
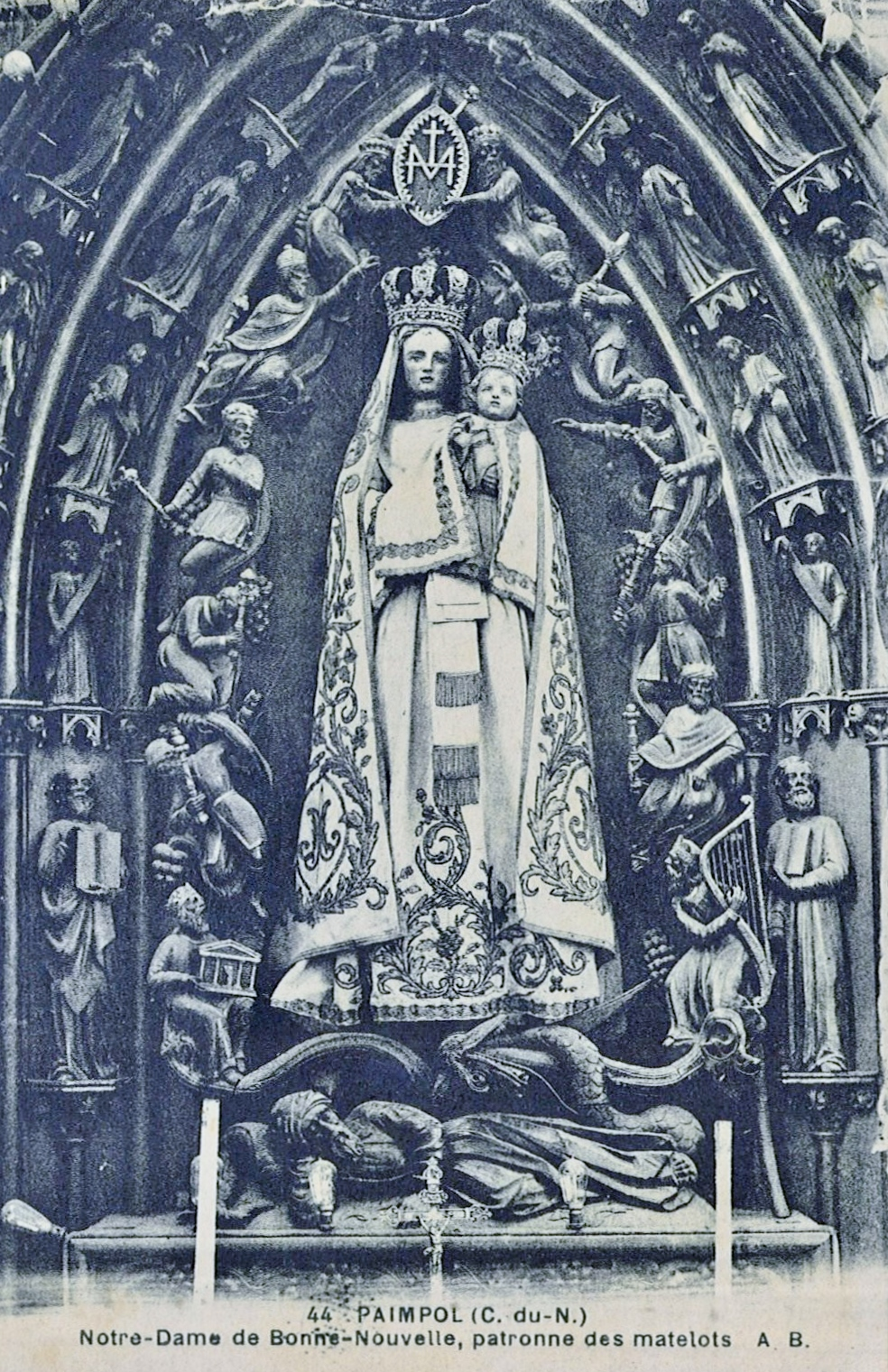
Paimpol : statue de Notre-Dame-de-Bonne-Nouvelle, patronne des matelots.
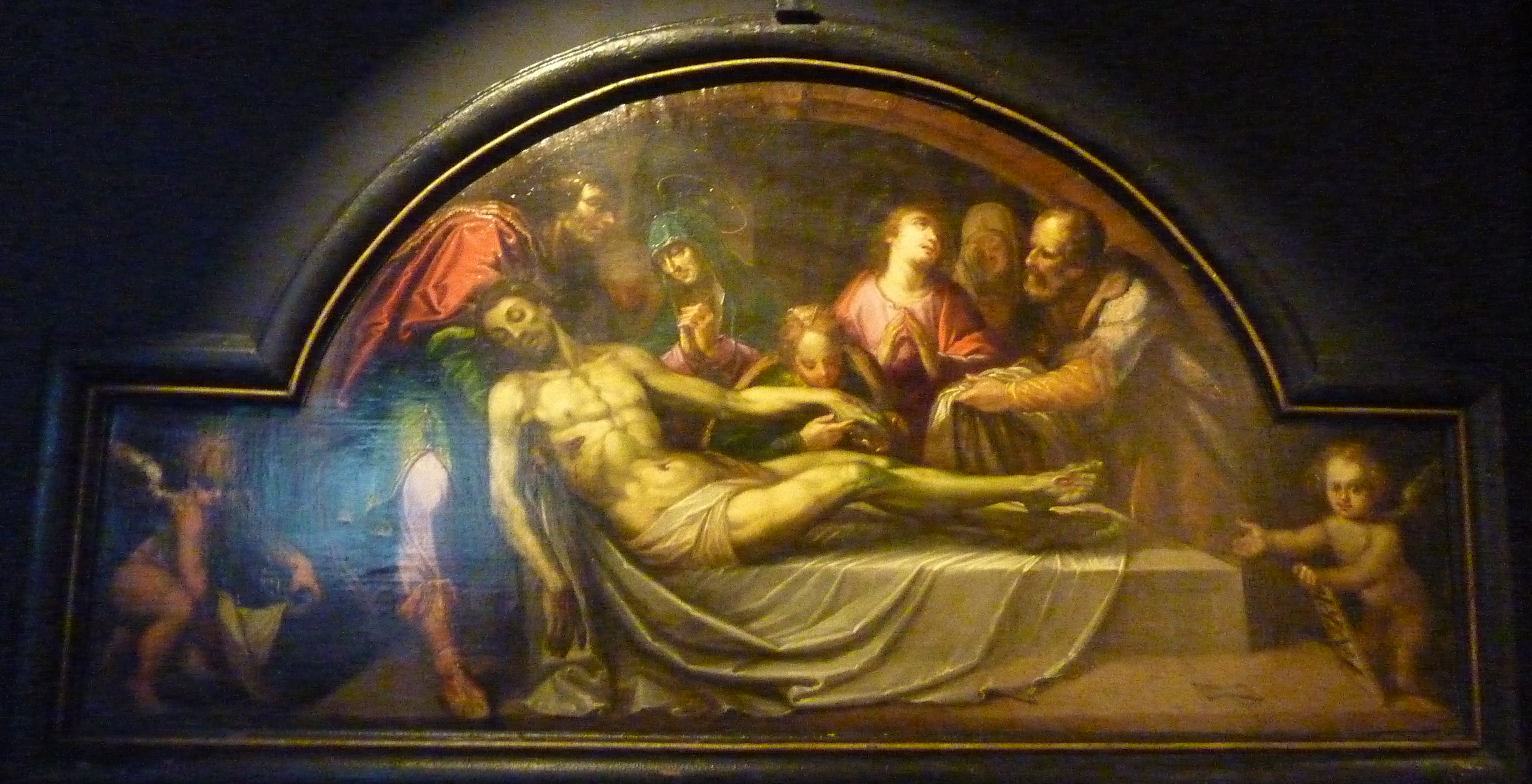
Mise au tombeau (tableau anonyme, huile sur toile, vers 1600, inscrit monument historique en 1974).
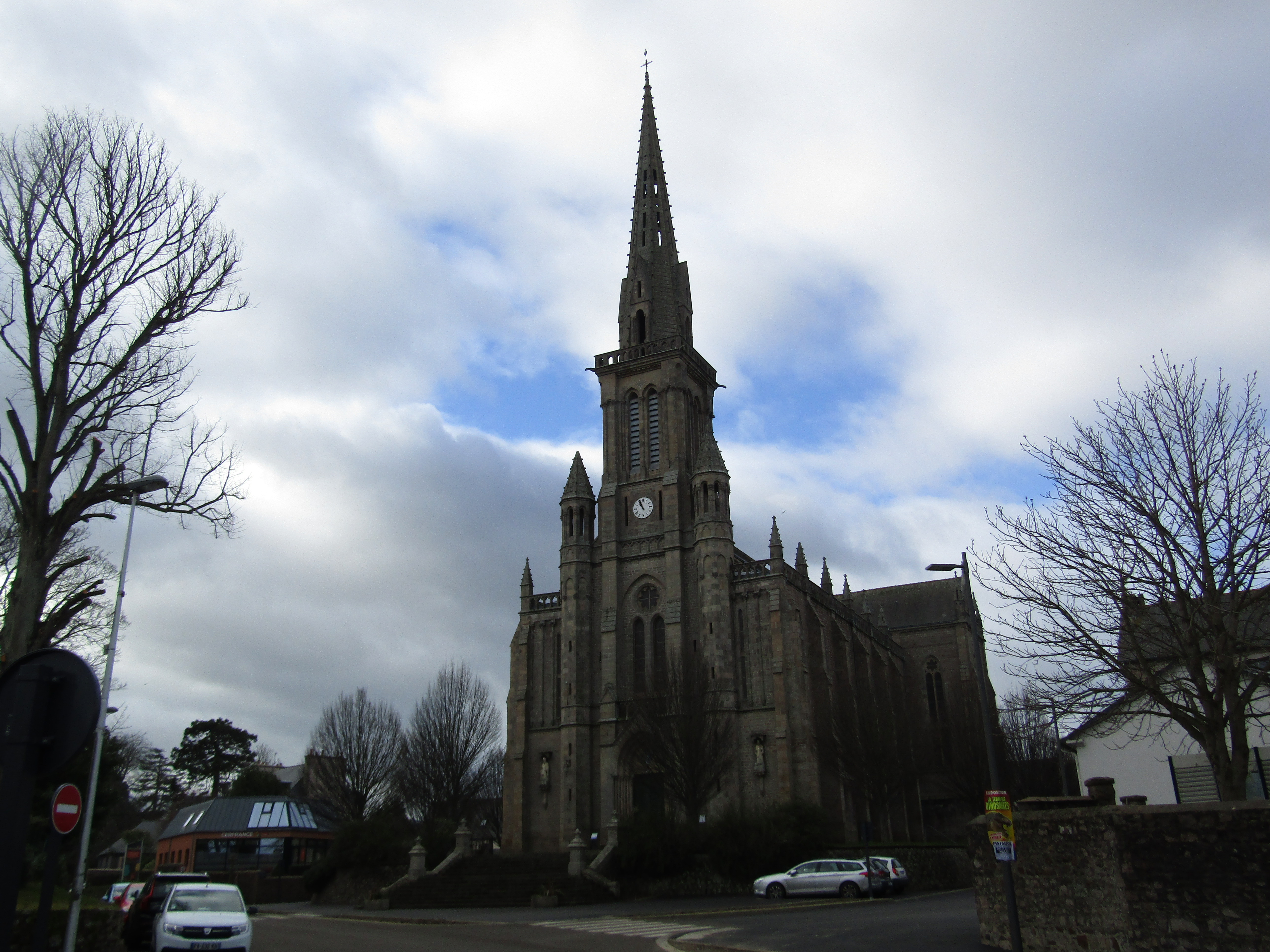
Paimpol : l'église Notre-Dame-de-Bonne-Nouvelle : vue extérieure d'ensemble.

- deux manoirs : Kerloury[93] et Grand-Pontébar[94] ;
- la maison du 24 place du Martray  Inscrit MH (1930) ;
- la maison de la rue de Ploubazlanec  Inscrit MH (1930)
- la maison de la rue des Huit-Patriotes  Inscrit MH (1964) ;
- la Maison du 2 place du Martray  Inscrit MH (1964) ;
- la maison du 22 place du Martray  Inscrit MH (1964) ;
- l’ancienne cidrerie Marec, créée en 1892, déménagée en 1974[95] ;
- un ancien abattoir, actuellement centre d’action sociale[96] ;
- le musée de la Mer, situé dans un bâtiment conçu initialement comme séchoir à morue[97] ;
- le musée du Costume ;
- quelques croix et maisons, etc.[98] ;
- le manoir de la Rose des vents (1930) ;
- le Temple Protestant (1930).

#### Chapelle Notre-Dame de Kergrist
La chapelle Notre-Dame de Kergrist est située sur la route de Lézardrieux au lieu-dit Kergrist, dans l'ancienne commune de Plounez, en haut de la falaise dominant le Trieux. Elle est sur la gauche en venant de Paimpol, avant de descendre vers le Trieux. Elle fut consacrée en 1603[réf. nécessaire] et modifiée au XVIIIe siècle. Vendue pendant la Révolution française, elle est rendue au culte en 1807. Elle abrite trois autels et de nombreuses statues.

#### Chapelle Sainte-Barbe de Kerity
Cette chapelle, qui date du XVIIe siècle, est située dans l'ancienne paroisse de Kérity, désormais un quartier de Paimpol. C'est dans cette chapelle que tous les ans, les pêcheurs d'Islande et de Terre-Neuve venaient en pèlerinage demander à sainte Barbe de les protéger de la foudre et de tous les dangers.

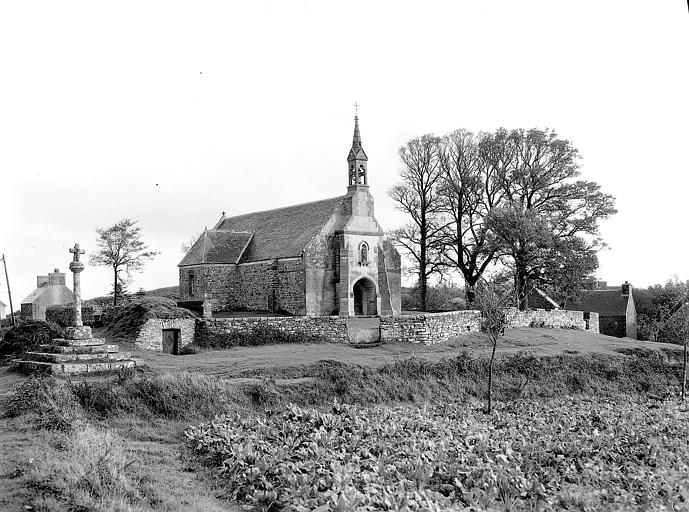
Georges-Louis Arlaud : la chapelle Sainte-Barbe de Kérity.

### Paimpol dans la culture populaire

#### Chanson
- La ville est évoquée dans une célèbre chanson écrite en 1895 par Théodore Botrel (1868-1925) intitulée La Paimpolaise. Dans le premier couplet, Botrel chante même « J'aime Paimpol et sa falaise », alors que la commune même ne possède pas de falaises (les plus proches sont situées sur la commune limitrophe de Plouézec). L'auteur admettra qu'il ne connaissait pas Paimpol à l'époque où il créa la chanson (il n'y viendra qu'une seule fois en 1897 pour le « pardon des Islandais »[100]), mais jugeait que « falaise » rimait avec « Paimpolaise ».
- Georges Brassens évoque « La Paimpolaise » dans la chanson « Mélanie » : « ... Son mari pris dans la tempête, La Paimpolaise était en train, De vouer, c'était pas si bête, Un cierge au patron des marins. Ce pieux flambeau qui vacille, Mélanie se l'est octroyé, Alors le saint, cet imbécile, Laissa le marin se noyer ... »

#### Littérature
- Pêcheur d'Islande roman de Pierre Loti se déroule à Paimpol et aux environs.
- Le voyage à Paimpol de Dorothée Letessier (1980).
- L'Erreur amoureuse d'Anne de Bretagne de J.-H. Rosny jeune (1859-1948) dont l'action se passe à Paimpol.

#### Cinéma
- 1985 : Le Voyage à Paimpol de John Berry
- 2015 : Les Châteaux de sable, comédie dramatique française réalisée par Olivier Jahan

### Personnalités liées à la commune
- Arthur Bagot, romancier et poète a vécu à Paimpol.
- Georges Brassens (1921-1981), séjournait souvent à Lézardrieux et fréquentait Paimpol[réf. nécessaire]. Son portrait, réalisé et offert à Paimpol en 1982 par Alain Le Nost, est visible à la mairie.
- Jean Kerlévéo (1910-2000), né à Pommerit-Jaudy, prêtre, prélat de Sa Sainteté et historien de Paimpol.
- Gabriel Koenigs (1858-1931), mathématicien, professeur à la Sorbonne, séjournait fréquemment à Kérity[réf. nécessaire].
- Jean-Marie Leissen, (1856-1942), commissaire de la Marine, défenseur des pêcheurs d'Islande.
- Albert Mathiez (1874-1932), historien, professeur à la Sorbonne, séjournait fréquemment à Paimpol[réf. nécessaire].
- Max Querrien, ancien maire et maire honoraire de Paimpol.
- Jeanne Perdriel-Vaissière (1870-1952), poétesse a vécu à Paimpol.

#### Nés à Paimpol
Voir aussi la catégorie: naissance à Paimpol.
- Guillaume Berthou (1908-1951), militant breton, membre du mouvement artistique Seiz Breur.
- Émile Buhot-Launay (1881-1970), administrateur colonial en Afrique et en Guyane, né à Kérity
- Marcel Cachin (1869-1958), homme politique sous les Troisième et Quatrième Républiques.
- Joseph Caillet (1917-1962), aviateur de la France libre.
- Frédéric Ciriez[101], écrivain né à Paimpol.
- Armand Dayot (1851-1934), critique d'art et historien d'art.
- Delphine Deloget, réalisatrice de documentaires.
- Étienne Didot (né en 1983), joueur de football de l'En Avant de Guingamp.
- Nathalie Even-Lancien (1970-), championne olympique de cyclisme sur piste.
- Pierre François Marie Denis de Lagarde (1768-1848), haut commis de l'État sous la Restauration.
- René Denis-Lagarde (1769-1849), frère du précédent, officier de marine.
- Jean-Marie Jacob (1741-1801), évêque constitutionnel des Côtes-du-Nord.
- Baptiste Jacob, (1858-1909), professeur de philosophie.
- Gabriel Le Bras (1891-1y.970), juriste et un sociologue des religions.
- Yves de Montcheuil (1900-1944), résistant, philosophe et théologien.
- Jean Ollivier (1925-2005), auteur et scénariste français de bandes dessinées.
- Yoann Riou (né en 1978), chroniqueur et journaliste sportif.
- Raoul Rolland, évêque de Tréguier de 1435 à 1441.
- Honorine Rondello (1903-2017), supercentenaire et doyenne des Français en 2016.
- Jeanne Weber (1874-1918), tueuse en série, surnommée « l'Ogresse de la Goutte d'Or », née à Kérity, ancienne commune aujourd'hui intégrée à Paimpol.

### Musique
- Le bagad de Paimpol est un groupe de musique traditionnelle bretonne composée d'une trentaine de musiciens. Il effectue nombre de sorties comme lors du Festival du chant de marins à Paimpol, les Filets bleus à Concarneau ou le Festival interceltique de Lorient.
- Groupes de chant de marins du canton de Paimpol : Les Cent Z'Escales, Les Gaillards d'Avant, Les Souillés de fond de cale.
- Groupe de chants de tradition bretonne (pour fest-noz) : Teuz.

### Peinture, sculpture et artisanat d'art
De nombreux artistes ont exercé ou exposent à Paimpol.
- Louis-Marie Faudacq (1840-1916), peintre-douanier.
- Keiichirô Kume (1866-1934), artiste peintre.
- Cecil Howard (1888-1956), sculpteur.
- Fanch Vidament (1948-1982), artiste peintre.
- Daniel Lebée (né en 1946), photographe.
- Alain Quemper (1947-2013), photographe.
- Jean Divry (né en 1953), sculpteur et créateur d'images de verre.
- Alain Le Nost (1934-2023), peintre « essentialiste », expose à Paimpol depuis 1964 et y ouvre le premier atelier d'artiste au public en 1970.
- Quyên Ngo-Dinh-Phu (né en 1953), photographe.
- Olivier Fleury-Yvet (1954-2006), artiste peintre.
- Charles Lapicque (1898-1988), artiste peintre.
- Guy L'Hostis, peintre de la Marine depuis mai 2010.

## Patrimoine naturel
La commune comprend un nombre assez important de zones protégées ou remarquables.
Zones naturelles d'intérêt écologique, faunistique et floristique (ZNIEFF)
La commune est concernée par cinq ZNIEFF.

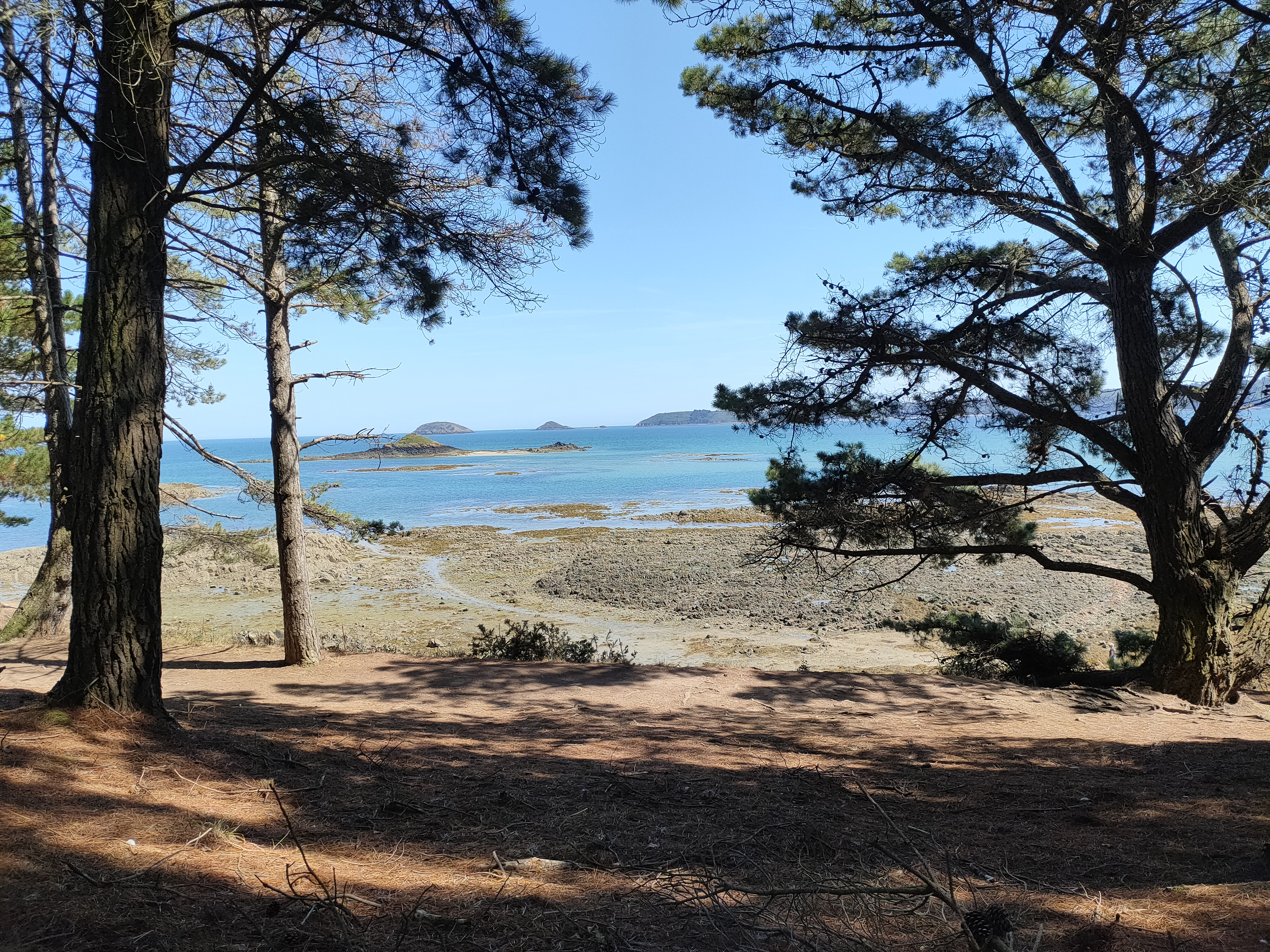
Panorama depuis la pointe de Guilben

La ZNIEFF continentale de type 1 des « Prés salés du Trieux », soit 241,17 hectares de prés salés immédiatement au sud de Lézardrieux mais partagés sur quatre communes : Lézardrieux, Paimpol, Pleudaniel et Plourivo.
La ZNIEFF continentale de type 2 des « Estuaires du Trieux et du Jaudy », soit 12 387,76 hectares sur huit communes : Kerbors, Lanmodez, Lézardrieux, Paimpol, Ploubazlanec, Plougrescant, Plouguiel et Trédarzec. Le Jaudy est un autre petit fleuve côtier à environ 8 km à l'ouest du Trieux. Les terrains visés sont avant tout les salines ; une surface importante de vasières côtières et bancs de sable dépourvus de végétation est également incluse, ainsi que des prés salés, quelques points d'eau douce stagnantes et des eaux courantes, et des prairies humides. Le tout est une réserve de chasse et de faune sauvage du domaine public maritime.
La ZNIEFF continentale de type 1 de la « Côte boisée de Sainte-Barbe », soit 17,95 hectares entièrement sur Plouézec, couvre les côtes rocheuses et falaises maritimes situées sur la commune à l'est de la pointe de Kérarzic ; une partie de ces falaises et de leurs abords supportent quelques pièces boisées.
La ZNIEFF continentale de type 1 du « Vallon de Boulgueff », soit 7,42 hectares, est partagée entre Paimpol et Plouézec, le long du ruisseau de Boulgueff près de la pointe Kermor. Cette ZNIEFF vise la forêt couvrant les flancs très escarpés de la vallée du Boulgueff.
La ZNIEFF continentale de type 1 de la « Pointe de Guilben », soit 53,54 hectares entièrement sur Paimpol, vise elle aussi un habitat de côtes rocheuses et falaises maritimes sur la côte de la pointe de Guilben.
Zone de protection spéciale (ZPS, directive Oiseaux)
Sur la commune, l'estuaire du Trieux à l'ouest dont les marais de Crec'h Tiaï, toute la côte à l'est et la vallée du fleuve côtier le Corre au sud-est avec le bois de Beauport, sont inclus dans la grande zone de protection spéciale (ZPS) de « Tregor Goëlo », un site Natura 2000 selon la directive Oiseaux qui couvre 91 228 hectares répartis sur 27 communes des Côtes-d'Armor.
Zone spéciale de conservation (ZSC, directive Habitat)
La même surface de commune est également incluse dans la Zone spéciale de conservation (ZSC) de « Tregor Goëlo », un site d'intérêt communautaire (SIC) selon la directive Habitat qui couvre 91 438 hectares au total.
Espaces protégés et gérés
Le Conservatoire du Littoral a acquis deux lots de terrains :

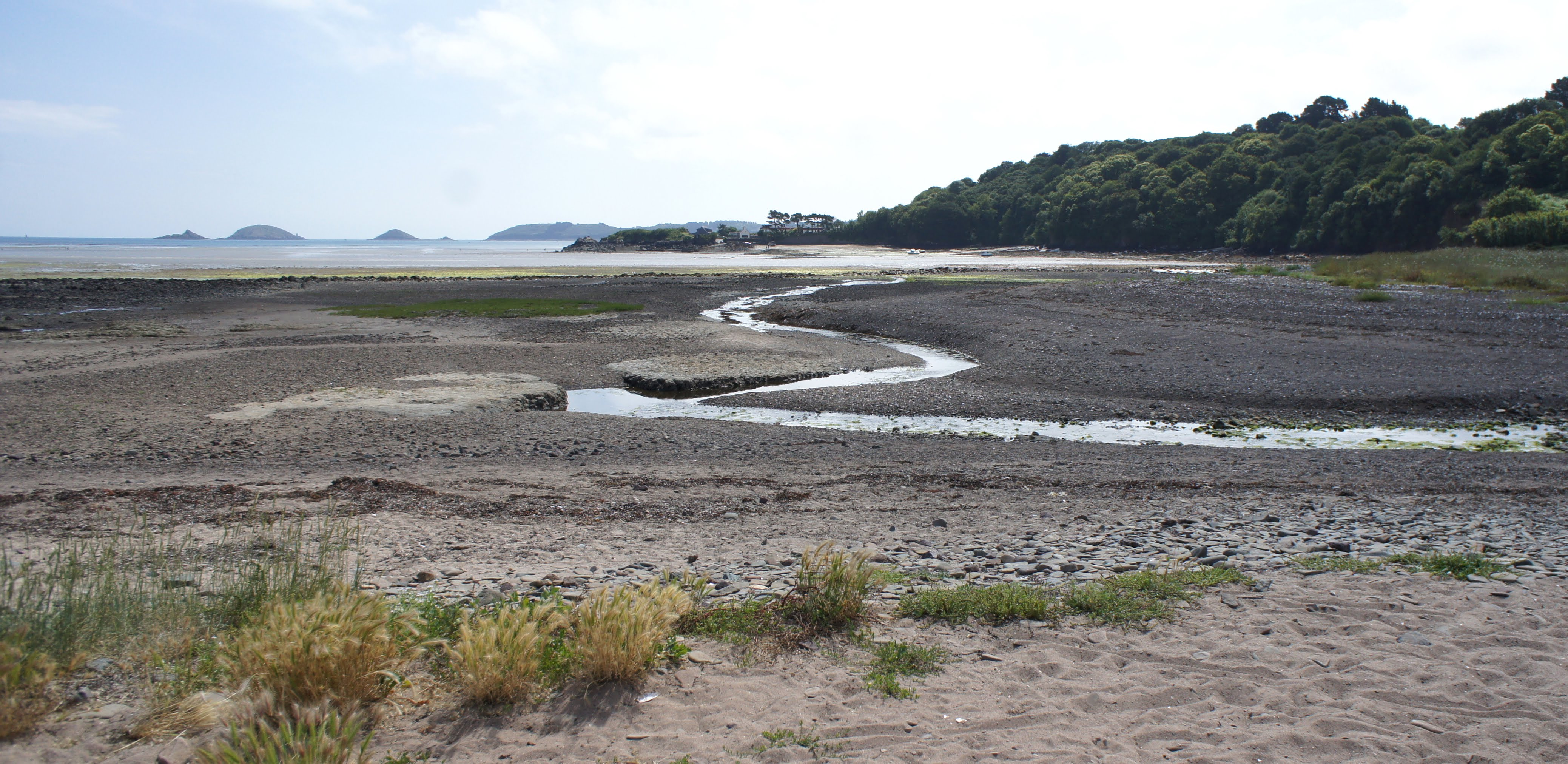
Anse de Beauport à marée basse.

L'espace protégé et géré de « Beauport - Kerarzic », soit 117 062 hectares soumis à un arrêté de protection de biotope passé le 23 octobre 1984. Partagé entre Kerfot, Paimpol et Plouézec, il est composé de terrains morcelés le long du fleuve Le Corre et de son dernier affluent en rive droite. Sur la commune de Paimpol il couvre une grande partie de Kérity et inclut 5 terrains sur le flanc ouest de la vallée du Corre ainsi qu'une autre pièce s'étirant le long de la vallée du ru en provenance du Runiou vers Hérity, passant par Gravélodic.
L'espace protégé et géré des « Falaises du Goëlo », soit 148 287 hectares soumis à un arrêté de protection de biotope passé le 18 février 1997. Il s'agit d'un ensemble de petits terrains disséminés le long des falaises et de cours d'eau. Sur Paimpol cependant, il ne s'agit que d'une très petite surface de terrain à l'embouchure du ruisseau de Boulgueff.